# Basilique Santo Stefano de Bologne
La basilique Santo Stefano (en français : Saint-Étienne) de Bologne (Émilie-Romagne, Italie), élevée à son origine hors les murs de la ville romaine de Bononia, à la croisée de la via Æmilia et de la via Flaminia minore (it) - aujourd’hui en plein centre-ville, sur la place du même nom - consiste en un ensemble d’églises adossées l’une à l’autre, de chapelles, de cloître, de cour, dont la construction s’est déroulée entre les IVe et XIIIe siècles.
Cet antique complexe, appelé aussi (le sette Chiese) les sept Églises ou (Santa Gerusalemme Bolonese) Sainte-Jérusalem-bolonaise, a subi une série infinie de dommages causés par le temps et les hommes ; violations, reconstructions, modifications, restaurations, dont il résulte aujourd’hui beaucoup de difficultés pour établir quels éléments sont paléochrétiens, quels autres du haut Moyen Âge, pour identifier les réemplois provenant d’édifices plus anciens ou les falsifications dues aux dernières restaurations des XIXe et XXe siècles. On peut toutefois affirmer que ce site est le plus antique et le plus vénéré monument de la ville.
Depuis l’époque médiévale et encore de nos jours, Santo Stefano se trouve dans un environnement particulier où résonnent alentour des noms comme : rue Jérusalem, rue Sainte, vallée de Josaphat, mont des Oliviers, bassin de Siloé…qui ne manquent pas d’indiquer que l’on entre dans un espace sacré, à l’image des lieux saints de Jérusalem.
Santo Stefano a été élevée à la dignité de basilique mineure.

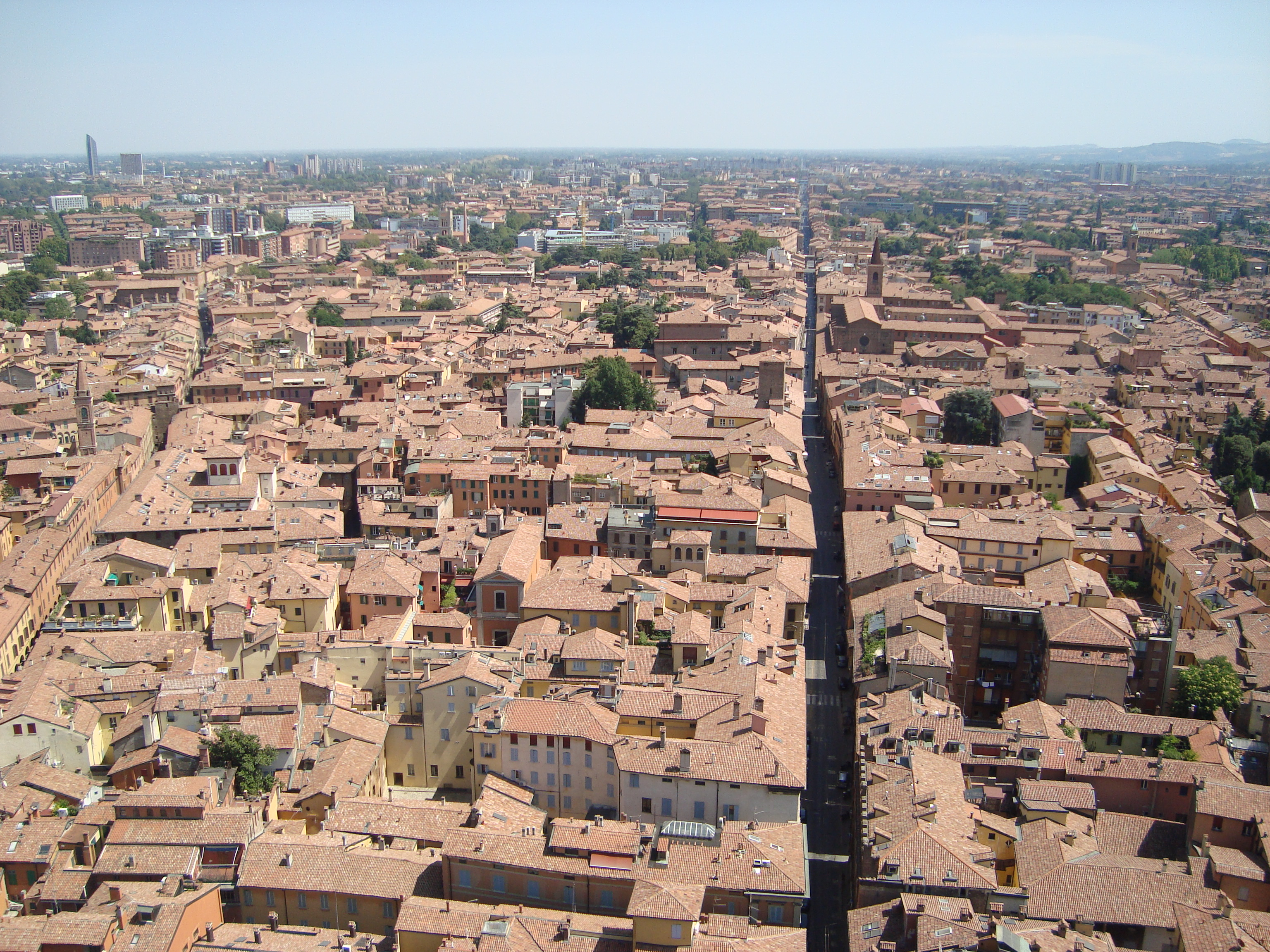
La via Æmilia à travers Bologne.

## Localisation et appellations

Les quartiers de Bologne.

Le complexe stéfanien est situé à l'extrême nord du quartier Santo Stefano, en plein centre-ville.
L’ensemble des premiers édifices de culte chrétien est mentionné dans les sources médiévales avec le même nom que celui d’aujourd’hui : ecclesiam ou monasterium sancti Stefani, alors que les modifications d’appellations des sanctuaires le composant sont fréquents. Le changement des saints titulaires est dû à une dynamique évolution de la vie religieuse générale qui se manifesta dans tout le monde chrétien et que les fidèles bolonais ont suivi d’une façon toute particulière. Ci-après, les divers noms de chacun des lieux avec, quand c’est possible, la date d’apparition de la nouvelle dénomination :

| réf. plan | Français | Italien |
| --------- | --- | --- |
| 1         | (église) : Saint-Jean-Baptiste (1019) ; Saint-Jean-Baptiste-de-dessous (1575) ; de la Madeleine (1620) ; de la Passion (1637) ; Saint Jean-Baptiste ou du Crucifix ; (partie haute) Saint Jean-Baptiste-de-dessus. | (chiesa) :San Giovanni Battista (1019) ; San Giovanni di sotto (1575) ; della Maddalena (1620) ; della Passione (1637) ; San Giovanni o del Crocifisso ; (parta alta) San Giovanni di sopra. |
| 2         | Crypte (1019) ; église des Confessés (1520) ; Crypte (XIXe siècle). | Cripta (1019) ; chiesa dei Confessi (1520) ; Cripta (XIX secolo). |
| 3         | Chœur, dit "Salle de Pilate". | Presbitero, detto "Aula di Pilato". |
| 4         | Baptistère (Ve – VIe siècle) ; Saint-Etienne (1019) ; (basilique) : du Sépulcre (1520) ; du Calvaire (XIXe siècle).                                                                                                | Battistero (V-VI secoli) ; (basilica) : Santo Stefano (1019) ; del Sepolcro (1520) ; del Calvario (XIX secolo).                                                                              |
| 5         | (église) : Saints-Vital-et-Agricole (1019) ; Saint-Isidore (1141) ; Saint-Pierre (fin du XIVe siècle) ; Saint-Pierre-et-Paul (XIXe siècle) ; Saints-Vital-et-Agricole (1942).                                      | (chiesa) : Santi Vitale e Agricola (1019) ; Sant'Isidoro (1141) ; San Pietro (fine XIV secolo) ; Santi Pietro e Paolo (XIX secolo) ; Santi Vitale e Agricola (1942).                         |
| 6         | Atrium in medio (1141) ; Cour de Pilate (1520). | Atrium in medio (1141) ; Cortile di Pilato (1520). |
| 7         | (église) : de la Croix ou du Golgotha (1141) ; de la Trinité ou du Martyrium (1620). | (chiesa) : della Croce o del Golgota (1141) ; della Trinità o del Martyrium (1620). |
| 8         | Cloître. | Chiostro. |
| 9-10      | Chapelle de la Ceinture de la Vierge ou Saint des saints. | Cappella della Sacra Benda o Sancta Sanctorum. |
| 11-12     | Musée. | Museo. |

## Légende et histoire
La tradition a attribué la fondation de Santo Stefano à (San Petronio) saint Pétrone, évêque de Bologne de 431 à 450 ; il aurait projeté de construire un ensemble d’édifices à l’image des lieux de la Passion du Christ à Jérusalem, qu’il aurait connus au cours d’un pèlerinage.

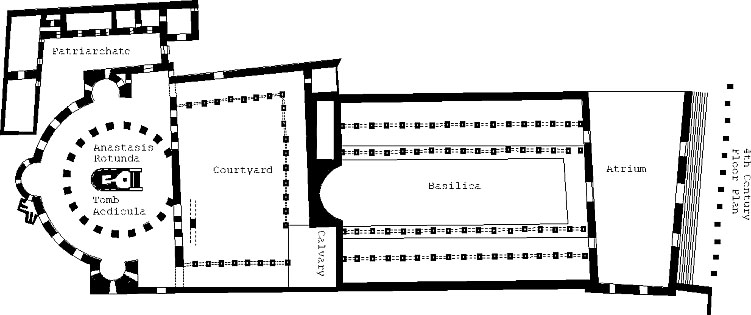
S. Sépulcre de Jérusalem du temps de saint Pétrone.

L’existence de pèlerinages en terre sainte au Ve siècle est une réalité historique, toutefois celui de saint Pétrone n’est appuyé par aucun document.  Par contre, le fait que le sépulcre de saint Pétrone soit effectivement à Santo Stefano assume une valeur de confirmation, étant d’usage qu’aux IVe – Ve siècles le promoteur d’une fondation y soit inhumé.
Mais il nous faut remonter dans le temps pour approcher l’origine de Santo Stefano, tant il est vrai que les chrétiens utilisèrent souvent les édifices païens pour leur culte et cherchèrent, pour faciliter les adhésions à la nouvelle religion, à maintenir une certaine correspondance entre l’ancien et le nouveau.
À l’extérieur de la Bononia romaine, s’étendait une zone sacrée, païenne, avec un temple circulaire et un sanctuaire dédié à Isis. Vers la fin du IVe siècle apr. J.-C., à l’orient de cette zone, se forma une nécropole paléochrétienne. Outre les tombes, furent construites quelques structures architecturales. Nous avons connaissance de deux édifices grâce à deux relevés planimétriques réalisés au XVIe siècle et au début du XVIIe, confirmés par des fouilles menées en 1911-1912. L’une avait la forme d’une cellule trilobée dont l’absidiole centrale était orientée liturgiquement à l’Est ; une typologie assez souvent répandue dans les nécropoles paléochrétiennes. Le second élément retrouvé est l’enceinte même du cimetière et, flanqué à celle-ci, un sanctuaire en forme de croix, dont l’emplacement aujourd’hui correspond à l’église de la Trinité. Sous le pavement du bras oriental de la croix, était inhumée une femme dont le nom : Iulia Afrodite, nous a été transmis par la pierre funéraire qui couvrait le sépulcre. C’est probablement dans ce cimetière que furent translatées les dépouilles des deux premiers martyrs de Bologne : (Santi Vitale e Agricola) saint Vital et saint Agricole.
Vital et Agricole furent martyrisés durant les persécutions de Dioclétien (303-311), dans l’arène bolonaise située à proximité de Santo Stefano (au début de la via San Vitale, où s’élève maintenant l'église des Saints-Vitale-et Agricole-à-l’Arène (it) (chiesa dei Santi Vitale e Agricola in Arena). À l’époque, ils furent enterrés dans un cimetière juif, situé à l’emplacement de l’actuelle strada Maggiore. En 382, les corps furent retrouvés et translatés dans la nécropole de Santo Stefano, en la présence de (San Ambrogio) saint Ambroise, évêque de Milan, lequel rapporte ces faits en son sermon « Exhortatio virginitatis », prononcé à Florence en 393, à l’occasion de la dédicace de la basilique San Lorenzo.
Il n’est pas à exclure que ce fut là l’objet de l’édification de la cellule trilobée. la découverte et la déposition des deux martyrs, œuvre de saint Ambroise, joint à la vénération des reliques qui était devenue une coutume toujours plus répandue, leur conférèrent une renommée internationale et exigeait un édifice spécifique. On peut donc faire l’hypothèse qu’au début du Ve siècle, dans la zone des sanctuaires païens désormais abandonnés, fut édifiée une basilique dédiée à Vital et Agricole. Par la foi, ces martyrs devaient attirer non seulement beaucoup de croyants, mais susciter aussi de nombreuses conversions. C’est pourquoi il est également probable que le temple circulaire romain, avec une source vive à l’intérieur, fut affecté au culte chrétien et transformé en baptistère pour adultes (il s’agit de l’actuelle église du Sépulcre).
Au Ve siècle donc, à l’époque de saint Pétrone, Santo Stefano était déjà composé de trois éléments architecturaux attachés au culte chrétien et tenait probablement son nom de quelques reliques qu’il conservait du protomartyr chrétien.
De la seconde moitié du Ve siècle jusqu’au début du VIIIe, aucun élément d’information ne vient éclairer ce qu’il a pu advenir de Santo Stefano, en particulier durant la guerre entre les Goths et les Byzantins (535-553), période durant laquelle Bologne fut alternativement prise d’assaut plusieurs fois par les troupes adverses.
En 727, les Lombards, depuis longtemps convertis au catholicisme, occupèrent Bologne. Santo Stefano fut l’objet de toute leur attention et l’on doit à leurs rois Liutprand et Hildeprand, la construction, entre 736 et 744, d’une église dédiée à Saint Jean-Baptiste, certainement d’une proportion moindre que l’actuelle mais dans la même position. Ces informations nous sont transmises par une inscription sur une vasque de pierre appelée (Catino di Pilato) vasque de Pilate, placée à l’origine dans cette église pour recueillir les offrandes des fidèles ; elle se trouve aujourd’hui dans la cour de Pilate.

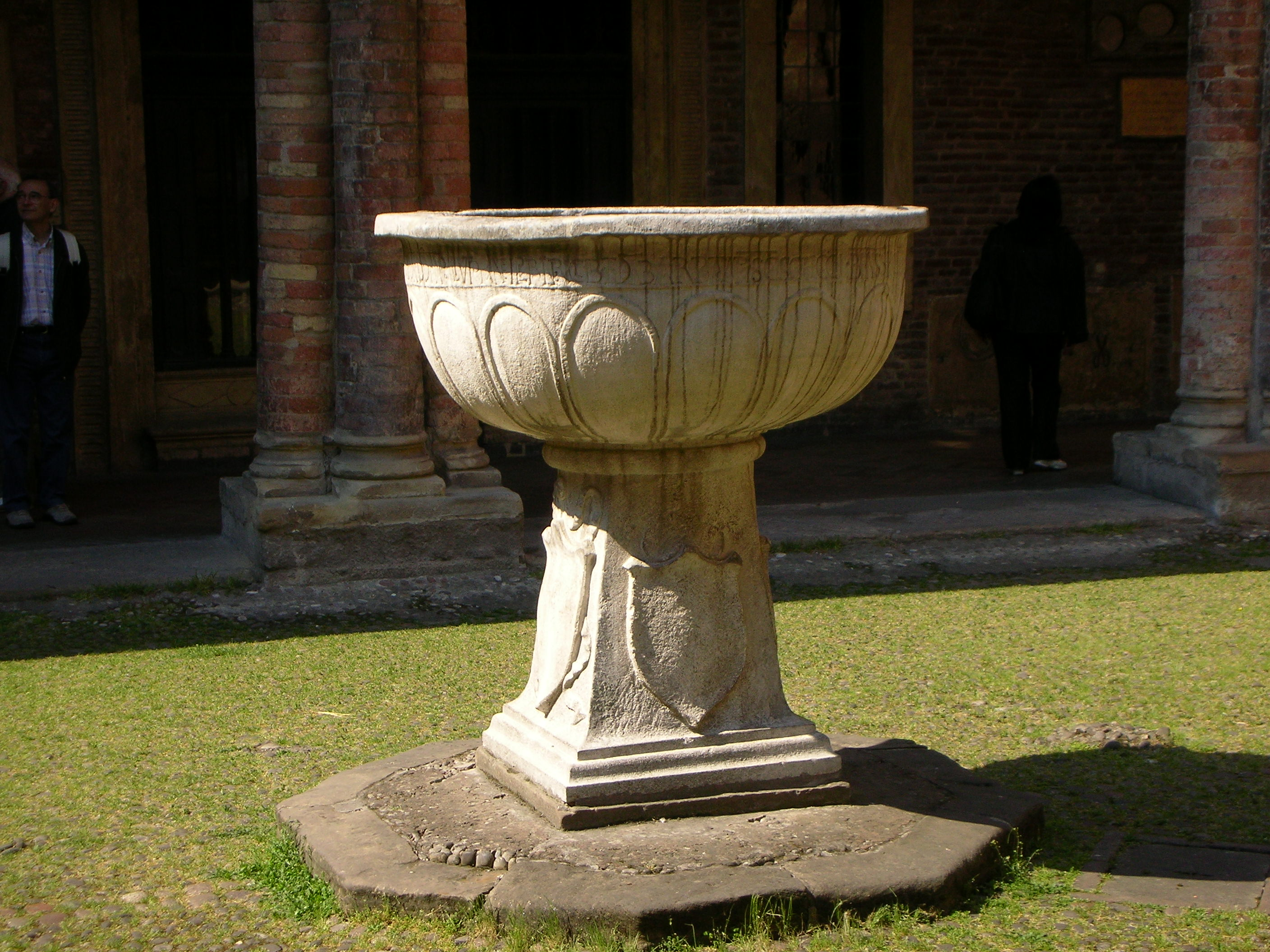
La vasque de Pilate.

Nous n’avons pas d’autre témoignage relatif à cet édifice pour le haut Moyen Âge, mais s’il a été dédicacé au Baptiste dès son origine, cela signifierait que le baptistère, que l’on suppose avoir été l’ancien temple romain à plan central, avait déjà changé de fonction. Cette hypothèse est confortée par le fait qu’au VIIIe siècle on n’avait plus l’usage de baptistère pour adulte dans la mesure où les enfants étaient baptisés peu de temps après leur naissance.
Par la (Vita) Vie de San Bononio, écrite par un moine anonyme qui l’avait connu, nous avons la première trace écrite mentionnant la présence d’un monastère dans Santo Stefano. Si les éléments fournis par ce texte sont exacts, le monastère était déjà actif au cours de la première moitié du Xe siècle.
À la fin de ce Xe siècle, des hordes de Magyars ne cessèrent pendant de longues années de harceler l’Italie. Les villes anticipant ces raids réguliers, renforcèrent leurs enceintes, mais le complexe stéfanien étant toujours hors les murs de Bologne (it), il eut à subir leurs dévastations. Toutefois, les biens les plus précieux : les reliques des saints, furent cachées tellement soigneusement et dans un si grand secret, qu’elles ne refirent surface que deux siècles et demi plus tard, en 1141.
Il fallut attendre le début du XIe siècle, les conditions économiques s’étant améliorées, pour que les moines Bénédictins puissent entreprendre les restaurations ; elles se poursuivront jusqu’au XIIe siècle.
L’abbé du monastère, Martino, fit construire la crypte de l’actuelle église du Crucifix, et le 3 mars 1019 on y transféra les reliques des saints Vital et Agricole, probablement parce que la vieille église qui leur était dédiée était gravement endommagée.
Le milieu du XIIe siècle fut une époque importante dans l’histoire de Santo Stefano. La découverte des reliques nécessita la création de nouveaux lieux pour leur vénération. Le plus important sans doute, fut celui dédié au Saint-Sépulcre, avec une réplique du monument funéraire du Christ placé dans l’édifice à plan central. À cette occasion lui a été donné sa forme octogonale. On y construisit la galerie qui surplombe le déambulatoire, on renforça et compléta les colonnes romaines et la coupole fut mise en place. L’entrée principale de l’octogone fut placée vers l’atrium in medio, c’est-à-dire vers l’espace ouvert qui conduit à l’église de la Croix ou du Golgotha ; de cette façon, le complexe stéfanien devint une image fidèle des lieux saints de Jérusalem, plus précisément, de l’ensemble voulu par Constantin (et non selon la reconstruction des Croisés). Le cloître fut rehaussé d’un étage.
Au XIIIe siècle, la voûte de la coupole et les murs de la basilique du Sépulcre sont décorés de fresques. Le campanile est élevé.
En 1388, la décision de la Commune de construire au cœur de Bologne, une grande église dédiée à saint Pétrone, patron de la ville, reléguait au second plan le complexe stéfanien. Les moines y cherchèrent remède et parvinrent à faire accroire que le corps de saint Pierre ne se trouvait pas à Rome mais à Bologne, dans l’église des Saints-Vital-et-Agricole où, en 1141, on avait trouvé la tombe d’un certain Symon. Des foules de pèlerins accoururent et vinrent grossir les finances du monastère au détriment de la nouvelle basilique de Saint-Pétrone et de Rome. Le pontife Eugène IV réagit alors avec véhémence : il ordonna la cessation du culte et la fermeture de l’église, la fit remplir de terre et murer les portes. On la laissa en cet état une soixantaine d’années, jusqu’à ce que l’archevêque Giuliano della Rovere, le futur pape Jules II, obtienne d’Alexandre VI, la permission de restaurer l’église et d’introduire à Santo Stefano, une nouvelle communauté monastique.
En 1488, commencèrent les travaux de ce que l’on appelle l’arengario : cette espèce de chaire qui existe encore à l’angle septentrional de la façade de l’église Saint-Jean-Baptiste.

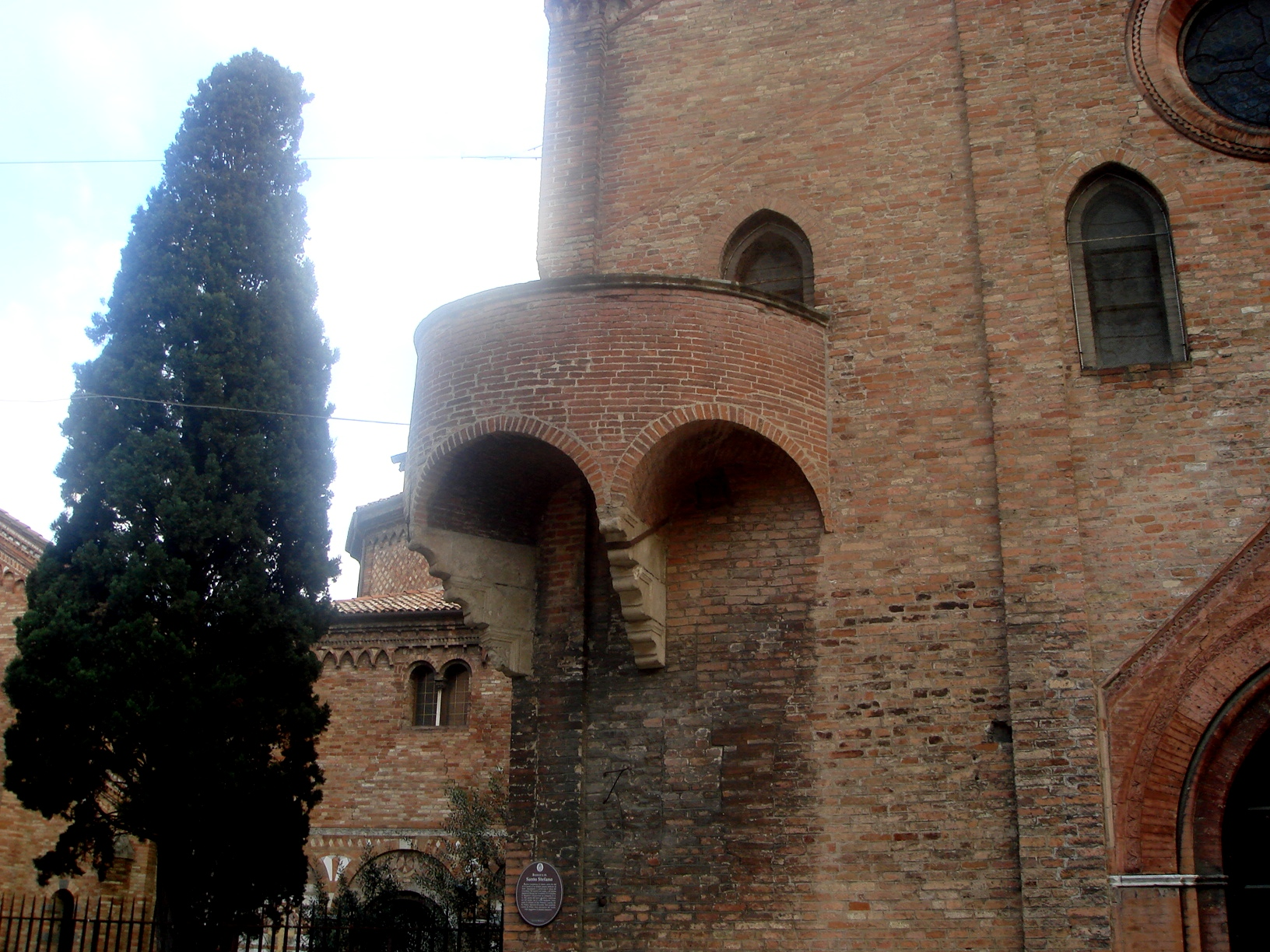
La chaire de l'église saint-Jean-Baptiste.

Il ne semble pas qu’il y eut ensuite  de nouvel édifice après les travaux dans le réfectoire et le dortoir des moines, entre 1700 et 1710.

## Description
De la piazza Santo Stefano, on a une vision d’ensemble des façades de trois églises : des Saints-Vital-et-Agricole, du Sépulcre et du Crucifix.
Dans l’espace extérieur de la basilique, se trouvaient deux sarcophages médiévaux des premiers évêques de Bologne. Après les restaurations du pavement de la place, en 1994, ces sarcophages furent placés dans le jardin contigu au côté droit de l’église du Crucifix.

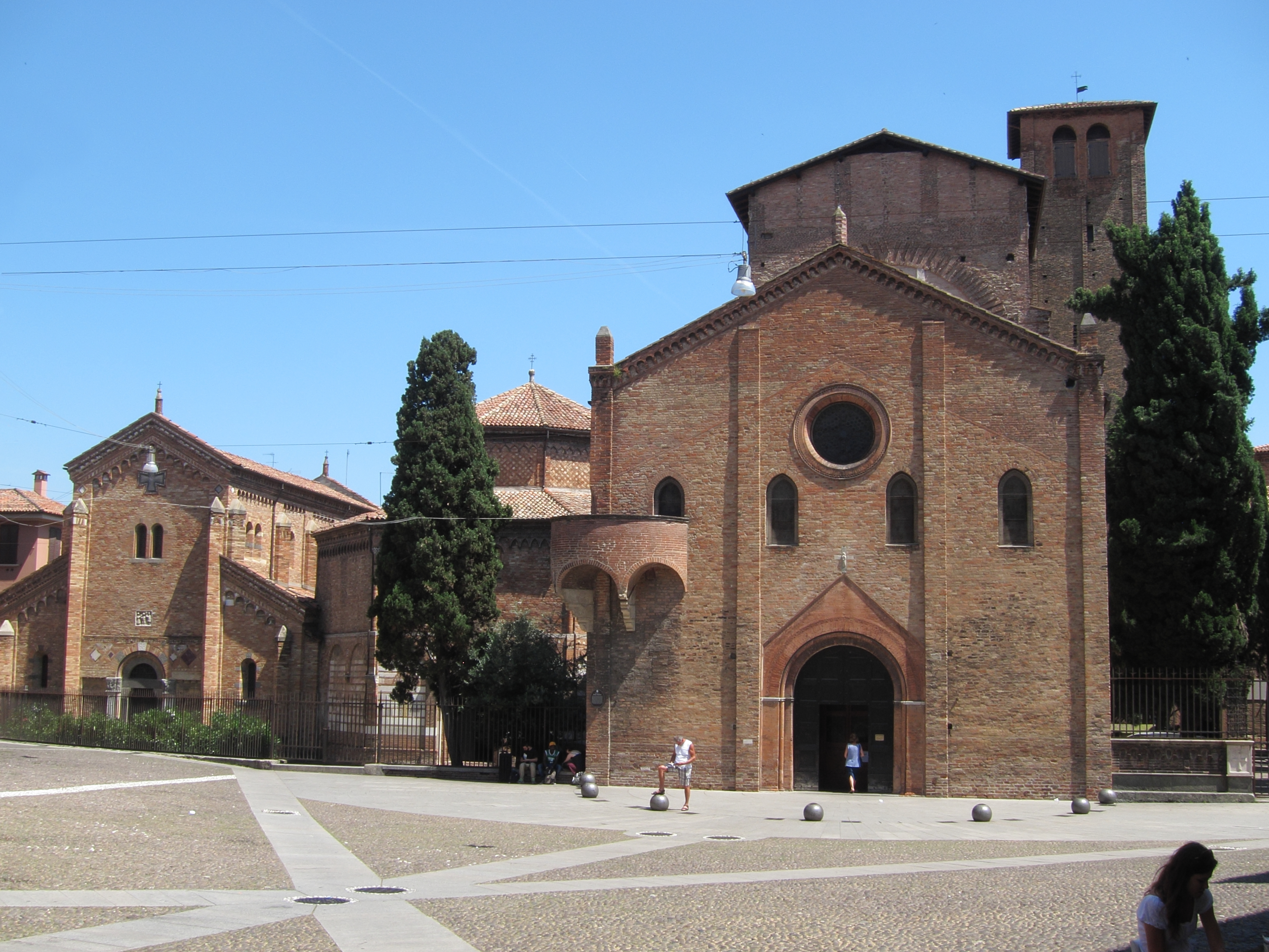
Les trois églises face à la place.
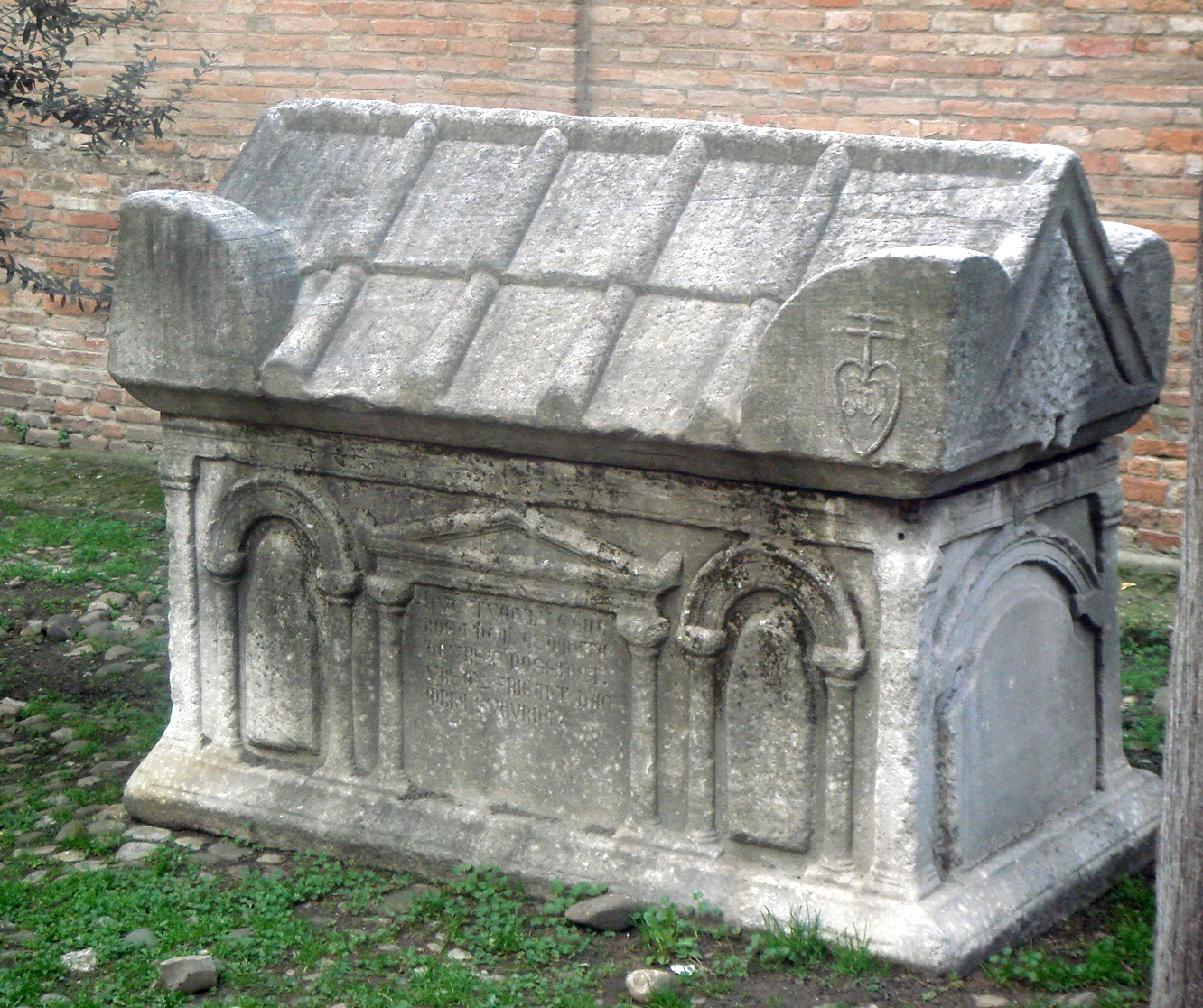
Tombe extérieure.

Les descriptions qui suivent sont dans l’ordre normal de la visite des lieux.

### Église du Crucifix (ou de Saint Jean-Baptiste)
À l’extérieur :

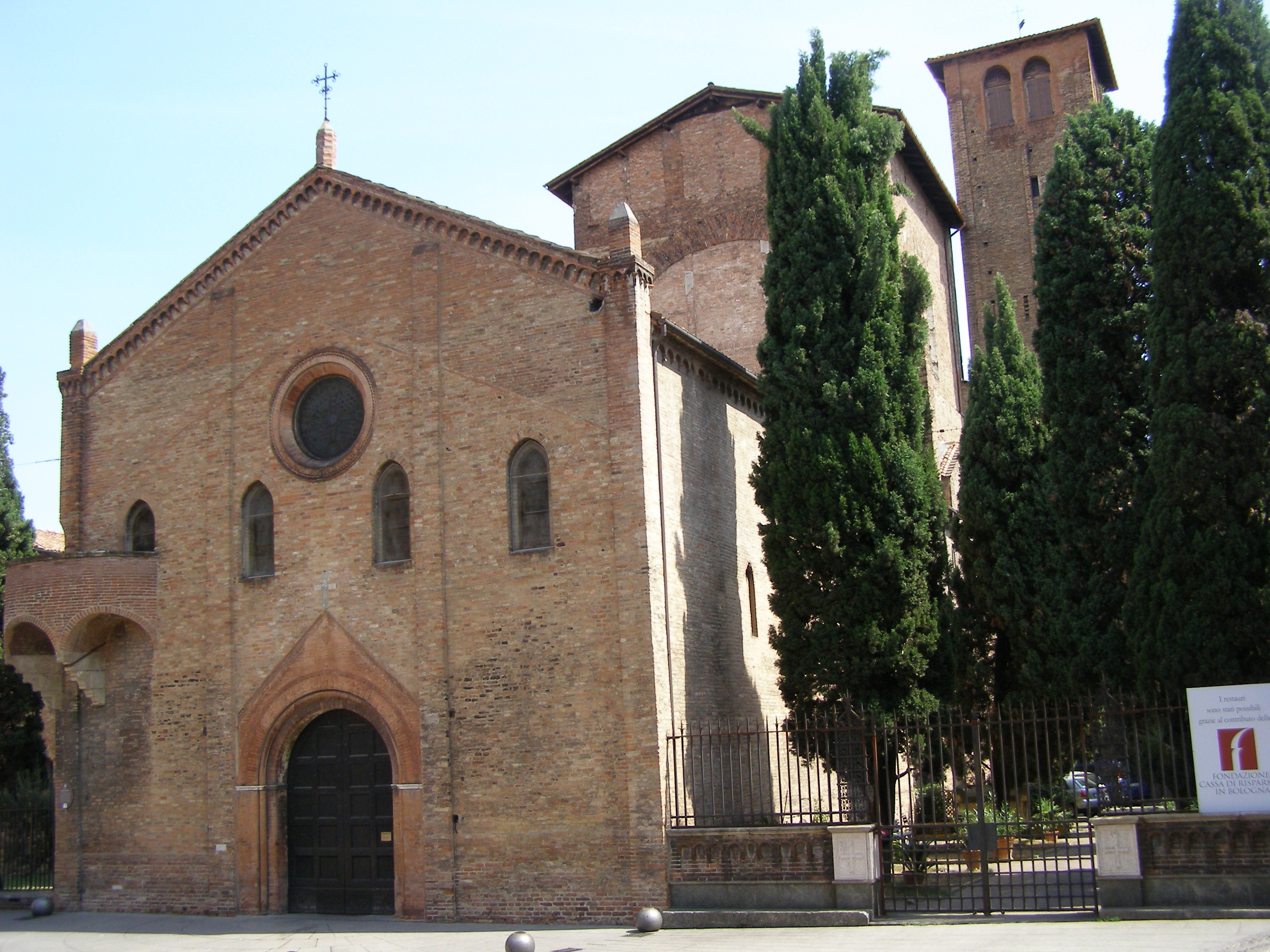
Église du Crucifix.

À l’angle de la façade, se trouve l’arengario : ce balcon circulaire duquel on bénissait les fidèles et d’où on leur présentait les reliques.
Sur le mur du côté gauche, se trouve la célèbre plaque avec l’inscription :

Il s’agit d’une copie en marbre blanc. L’original a été trouvé en deux morceaux, durant une fouille, devant le palazzo Bolognini, donc pas véritablement dans Santo Stefano et tous les anciens s’accordent à dire que l’inscription, dans la zone de jonction des deux morceaux, était amputée de quelques lettres, aujourd’hui, au contraire, ces lettres sont présentes sur le marbre, quoi qu’elles soient d’une teinte plus sombre ; en outre, les caractères ne sont pas romains.
À l’intérieur :
C’est en quelque sorte, trois églises en une, chacune identifiée par : la nef, la crypte et le chœur et c’est ainsi que l’on parvient au nombre symbolique de 7 églises pour l’ensemble du complexe stéfanien.
L’église est à une seule nef, couverte d’une charpente apparente, le chœur est surélevé sur la crypte.
Dans la nef, se trouve sur la gauche en entrant, après une peinture représentant un miracle de saint Maur de Teresa Muratori, une lamentation sur le christ mort d'une rare intensité expressive, réalisée en carton-pâte polychrome, par le sculpteur bolonais Angelo Gabriello Piò (1690-1770).

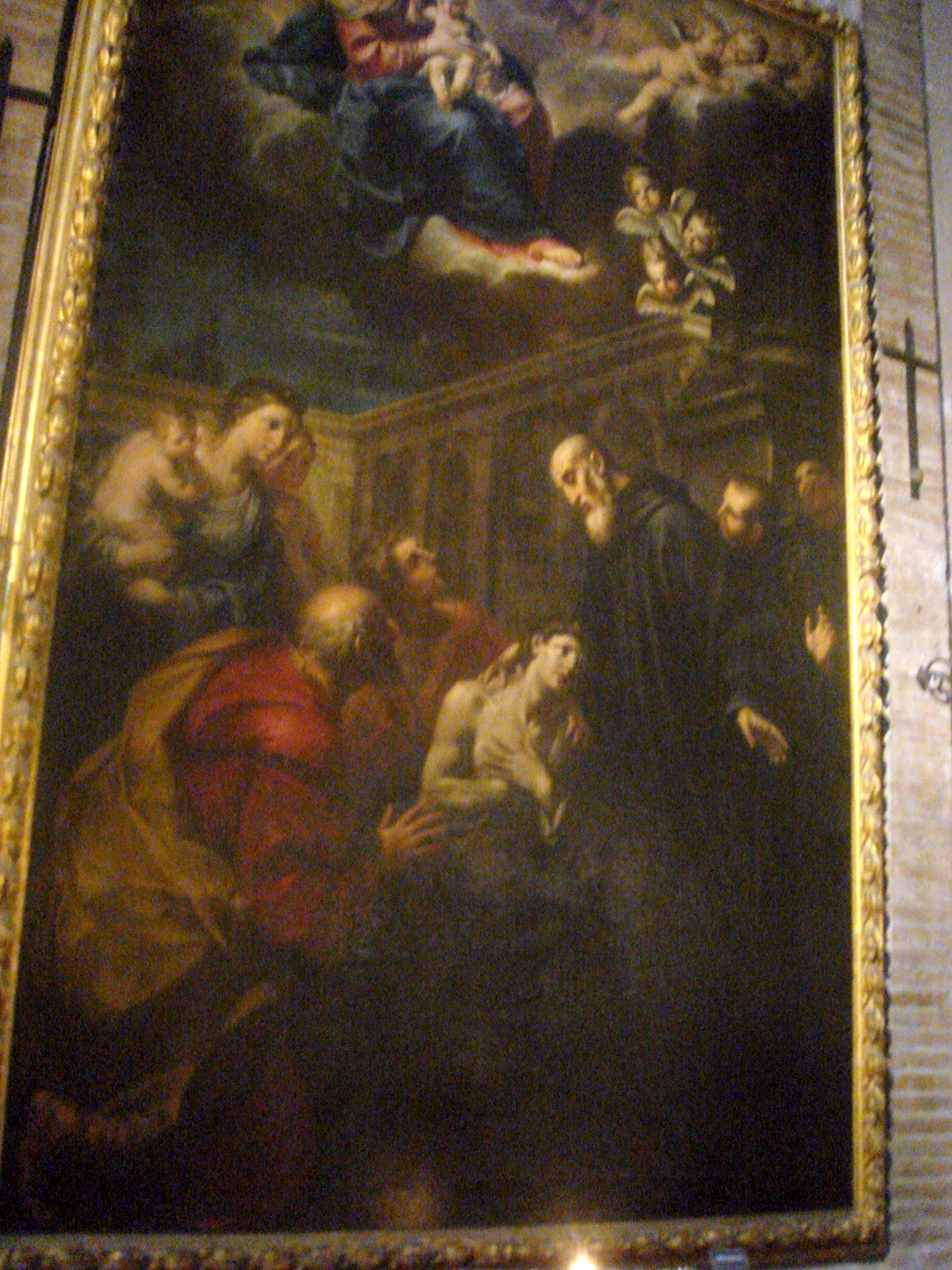
Le miracle de saint Maur.
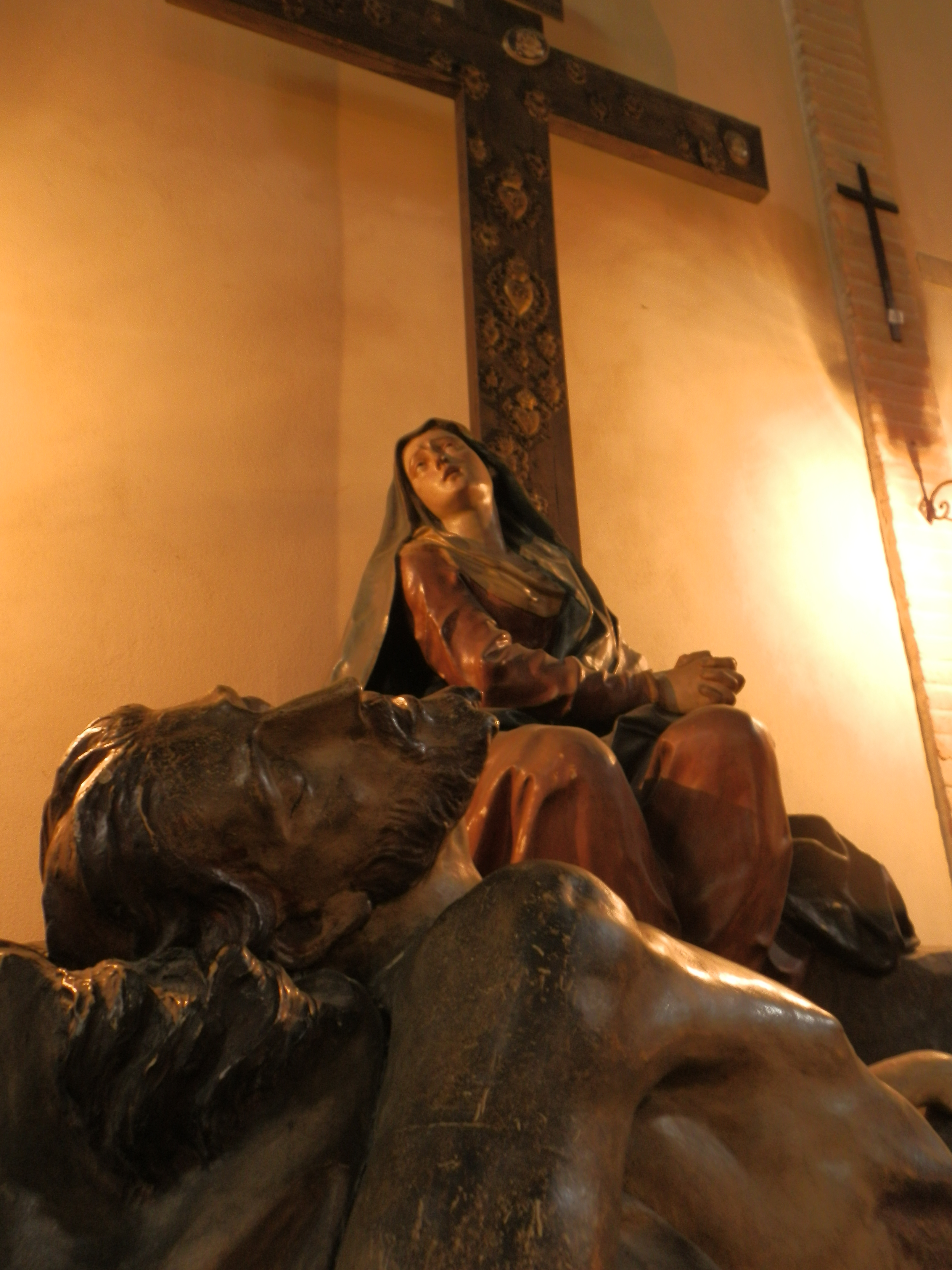
Lamentation sur le Christ mort.
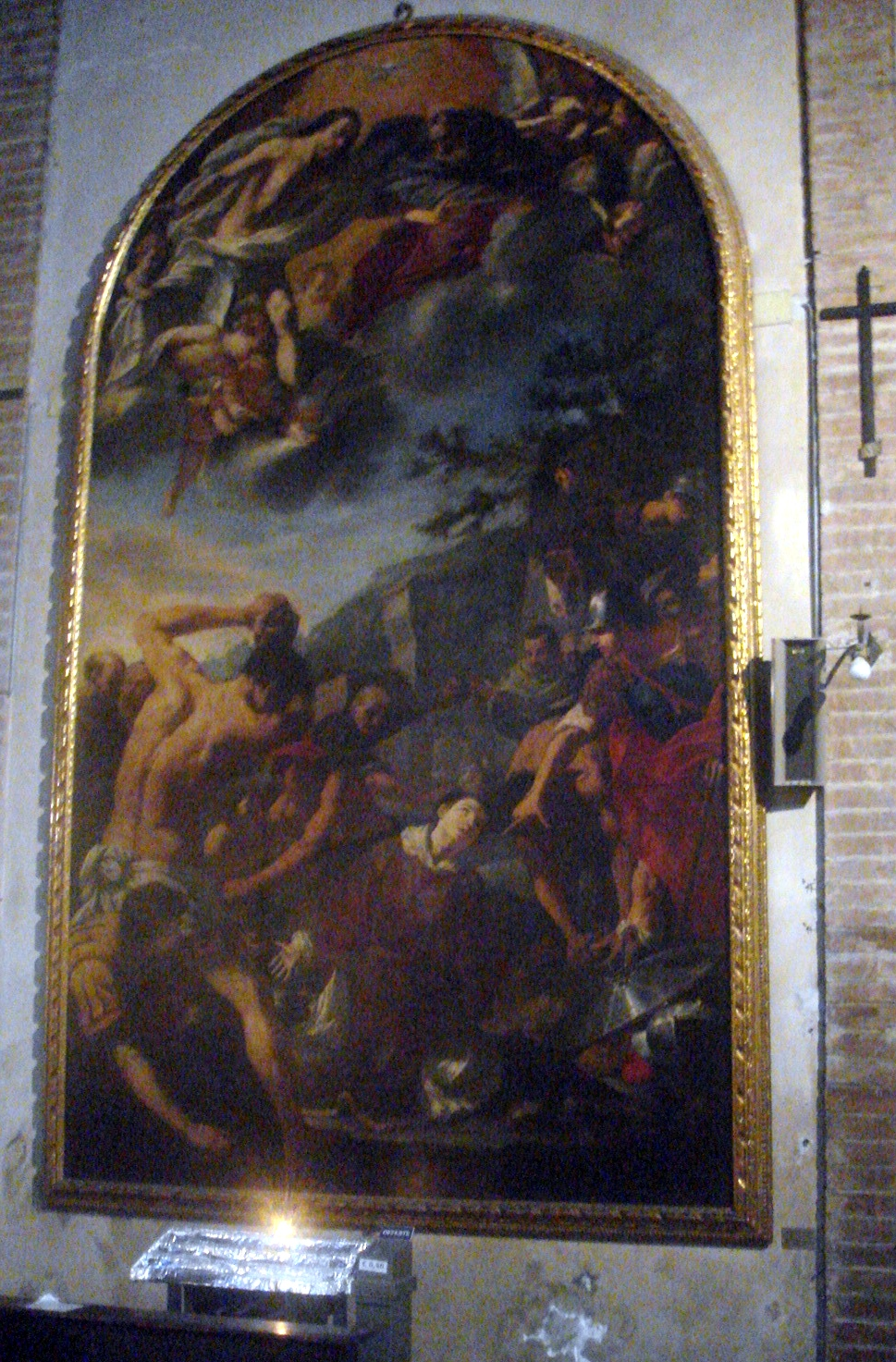
Le martyre de saint Étienne.

Dans une arcade aveugle de la façade de la crypte, se trouve un fragment d'une fresque du XIVe siècle de Michele di Matteo, appelée : "La Vierge du Paradis". Au centre du chœur, se trouve le crucifix de Simone dei Crocifissi, daté de 1380 environ et qui donne son nom actuel à l'église. Le chœur surélevé est de style baroque depuis sa restauration de 1637. Précédemment à la construction du chœur, se trouvait là une salle représentant la maison de Pilate, avec le siège de pierre où il était assis quand il interrogea Jésus.
Après le chœur, en continuant le parcours de gauche à droite, on trouve une huile sur toile illustrant le martyre de saint Etienne, du peintre Pier Francesco Cittadini, élève de Guido Reni, datée du milieu du XVIIe siècle.
Plus loin se trouve une partie de fresque du XIVe, représentant une Vierge à l'enfant avec saint Blaise de Sébaste et saint Jean-Baptiste.
Sous le chœur se trouve la crypte, constituée de cinq nefs séparées par des colonnes de différentes factures. L'une d'elles, la seconde à droite, composée de deux tronçons de marbre blanc, a été portée, selon la tradition, par Pétrone de retour de Jérusalem, dont la hauteur de sa base jusqu'au chapiteau, correspondrait à la taille de Jésus (environ 1,70 m, ce qui est plutôt grand pour l'époque),.

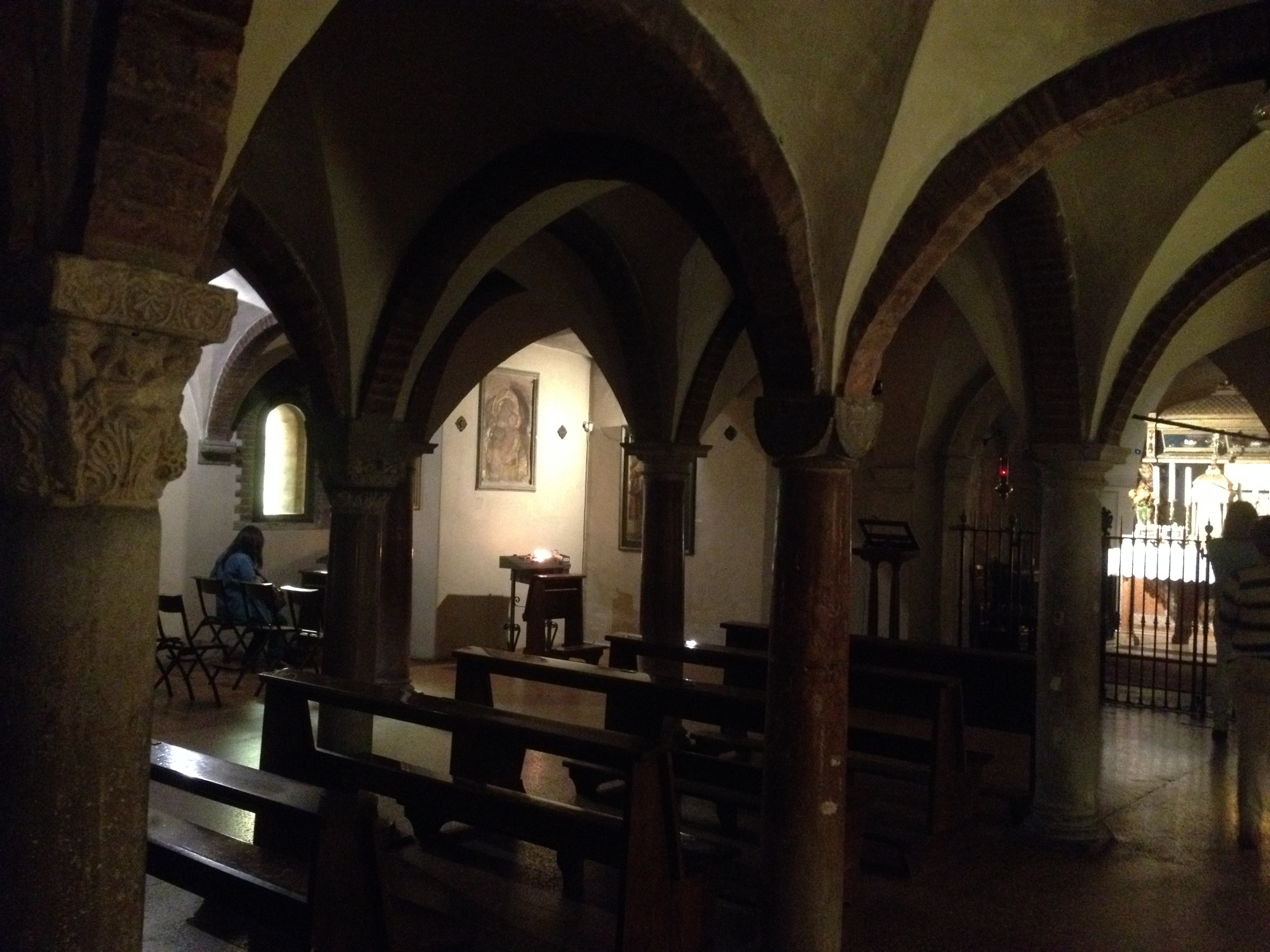
La crypte sous le chœur.

Les reliques des saints Vital et Agricole se trouvent encore aujourd'hui, dans des urnes sur l'autel,.
Sur les côtés de l'autel ont été trouvées il y a quelque temps, sous une couche d'enduit, deux fresques du XVIe siècle illustrant le martyre de Vital et Agricole. Dans la nef de gauche, au fond près de l'autel, se trouve une petite fresque du début du XVe, appelée "la Vierge de la neige", elle serait peut-être de Lippo di Dalmasio. Un objet de peu de valeur artistique mais charmant, est la candide statuette de la Vierge enfant, qui se trouve à l'entrée de la crypte, sur le mur de droite,.
Dans la géographie hiérosolymitaine de Bologne, la crypte représente le lieu de l'ultime Cène.

### Basilique du Sépulcre (ou du Calvaire)

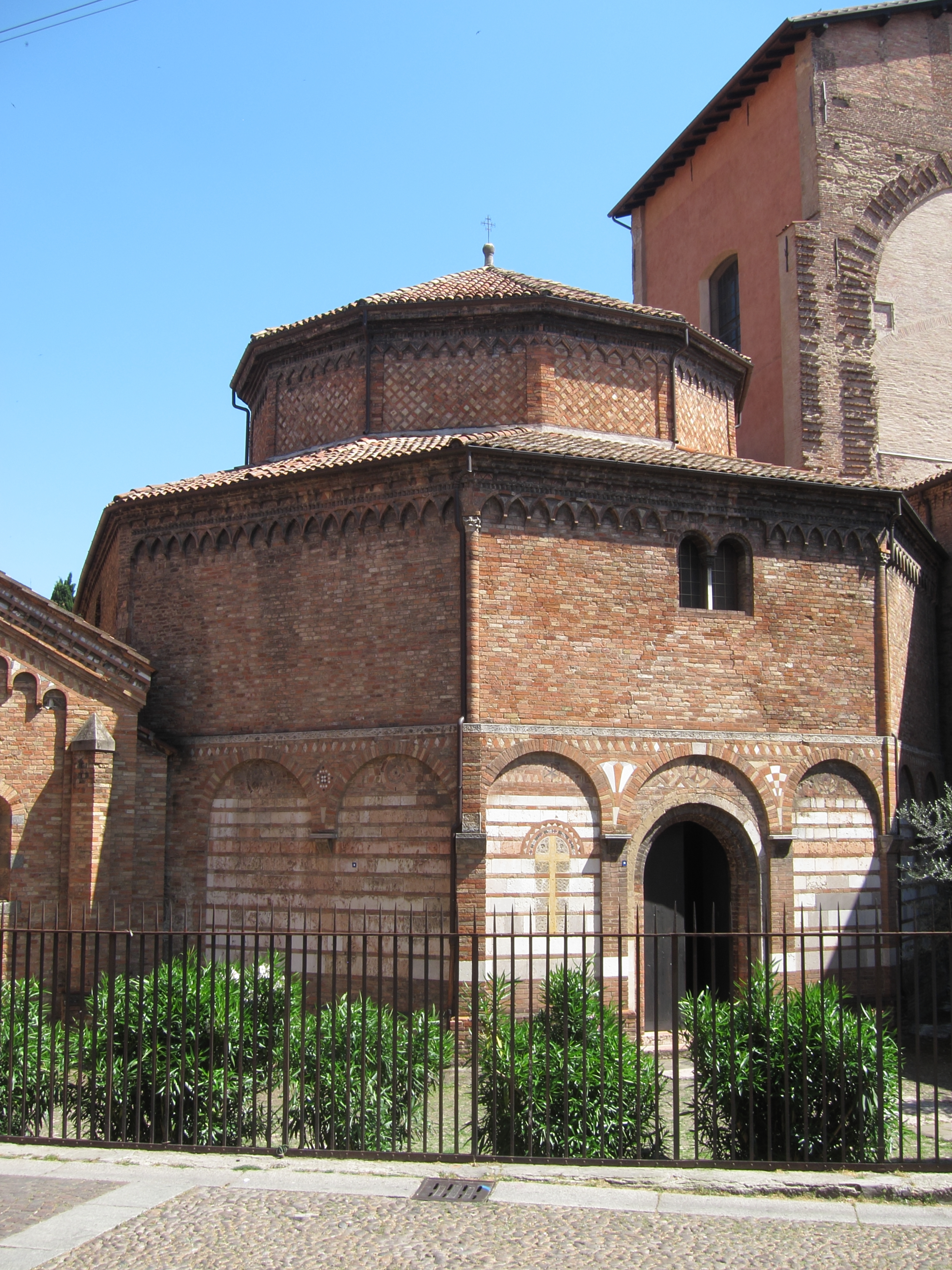
Basilique du Sépulcre.

De tout le complexe stéfanien, l'extérieur de la basilique est celui qui conserve le mieux un aspect d'authentique ancienneté. L'édifice, à plan central, est construit sur la base d'un octogone irrégulier, coiffé d'une coupole dodécagonale. À l'intérieur, se trouve un péristyle circulaire et en son centre un monument funéraire à l'image du Saint-Sépulcre de Jérusalem.

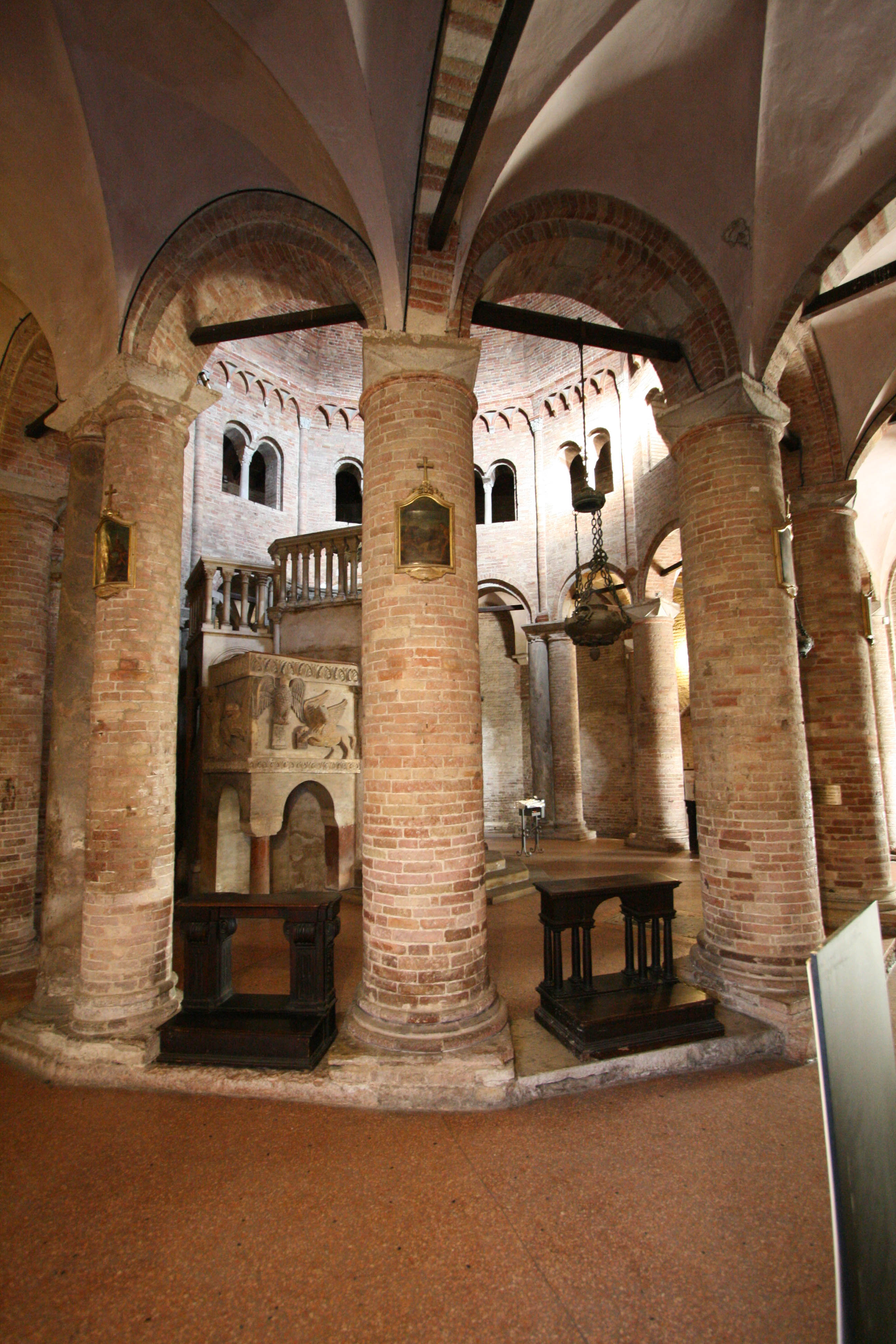
Les grosses colonnes en briques.
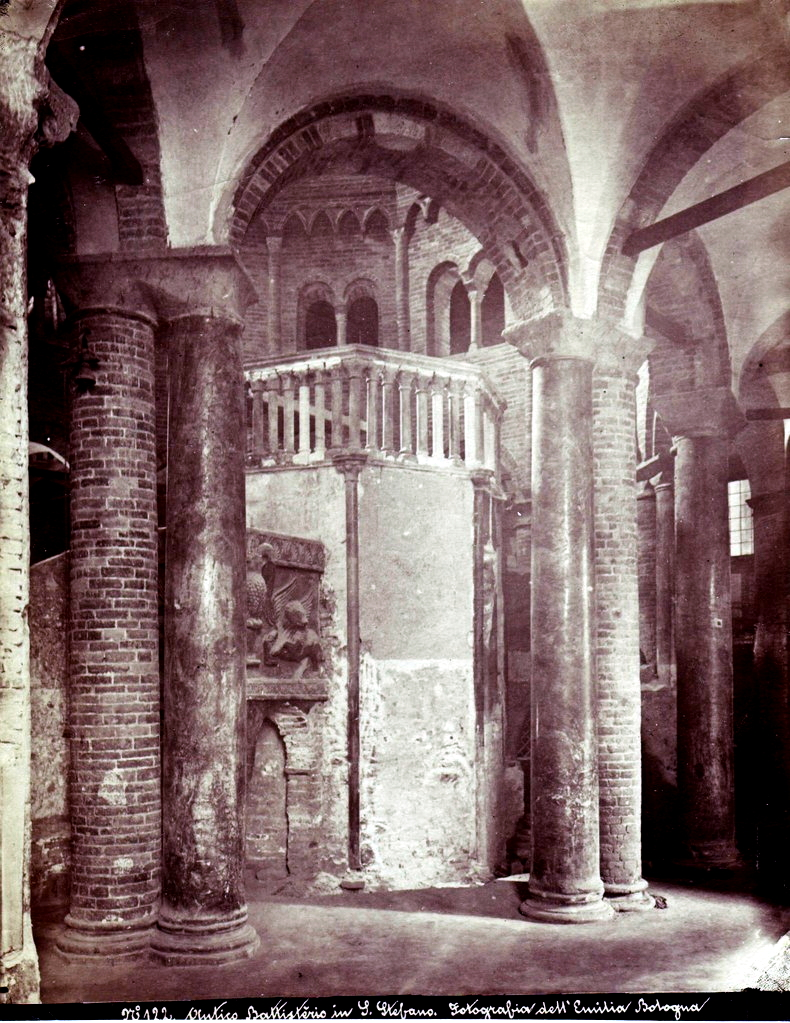
Les colonnes doubles.
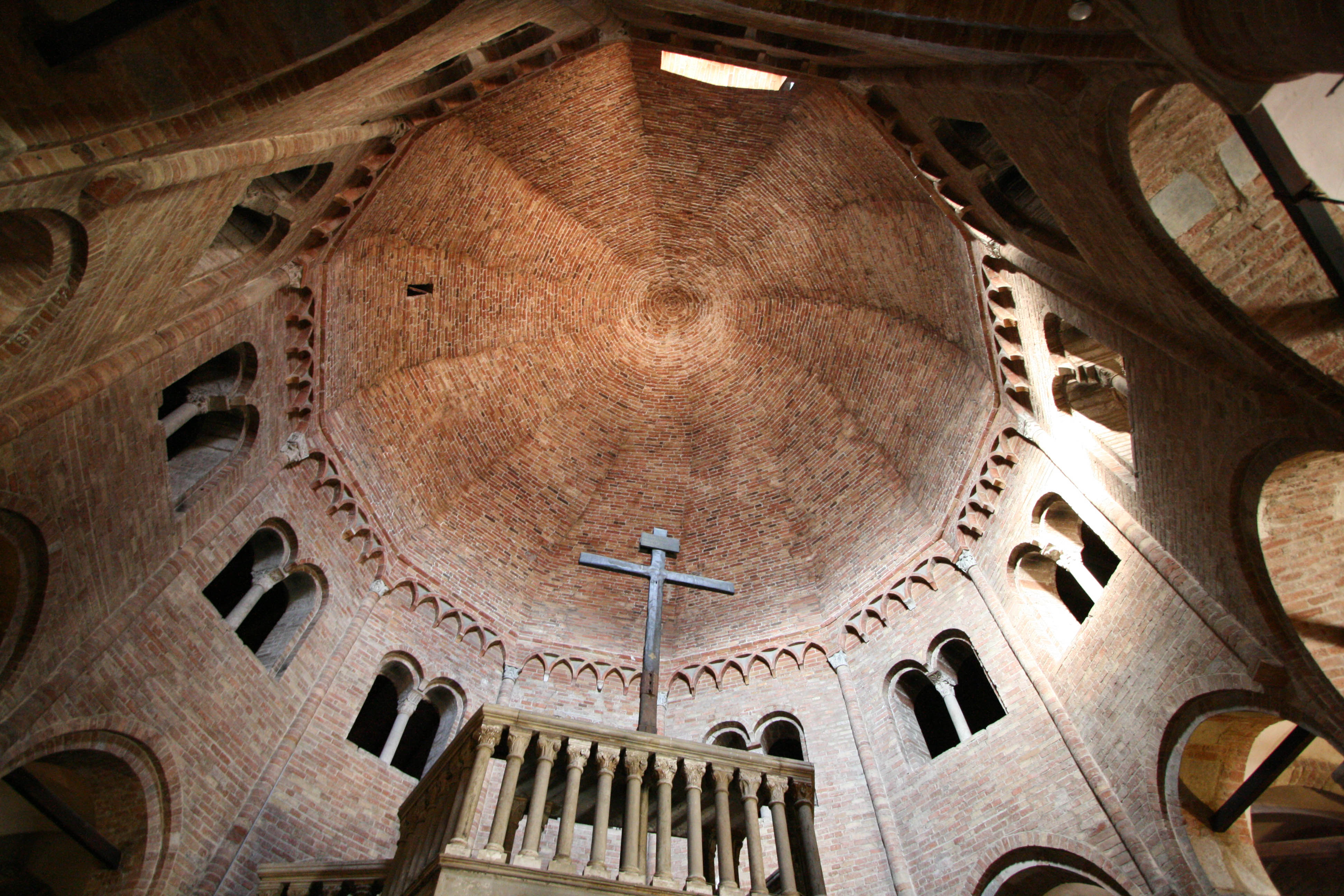
La voute en briques.
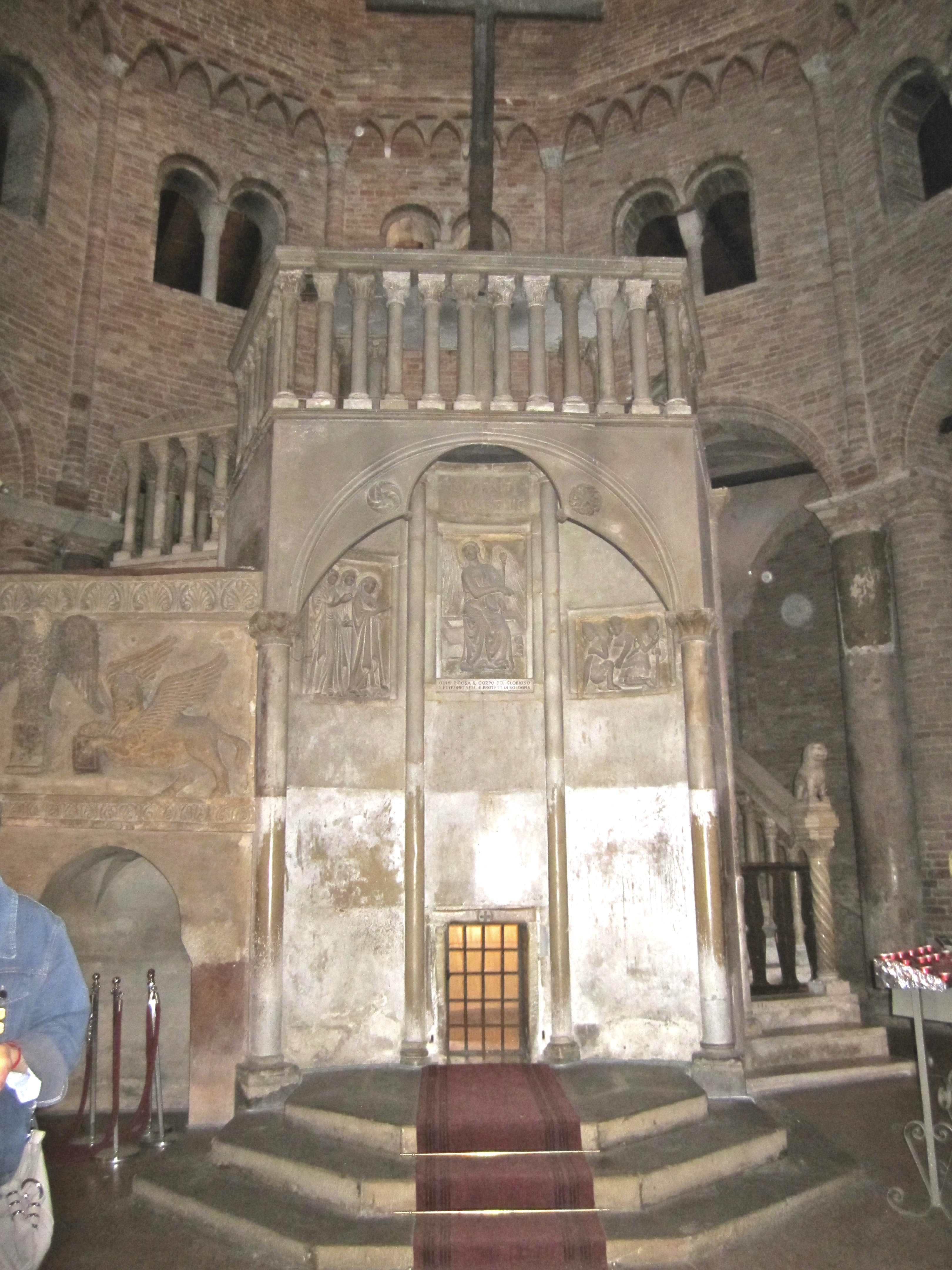
Le sépulcre.

Cet édicule fut érigé au XIIIe siècle, il conservait les reliques de saint Pétrone, retrouvées en 1141. À l'origine, il était plus modeste que celui que nous voyons maintenant, ayant subi une lourde restructuration au début du XXe siècle, toutefois il conserve son implantation d'origine, légèrement excentré vers l'ouest, exactement comme se présente le Saint-Sépulcre de Jérusalem. Le portillon du sépulcre est ouvert durant une semaine chaque année, après la célébration de la messe de minuit de Pâques, en présence des Chevaliers du Saint-Sépulcre. Autrefois, il était possible de se glisser accroupi, à l'intérieur pour vénérer les restes du saint ; les prostituées de Bologne, le matin de Pâques, entre autres en mémoire de Marie-Madeleine, s'y rendaient pour prononcer devant le sépulcre, une prière dont elles ne voulurent jamais dévoiler le contenu. Toujours selon une ancienne tradition, les femmes enceintes de Bologne avaient l'habitude de tourner 33 fois (une fois pour chaque année du Sauveur) autour du sépulcre en entrant à chaque tour dans le sépulcre pour prier ; à la fin du 33e tour, les femmes se rendaient dans l'église voisine du Martyrium pour prier devant la fresque de la Vierge enceinte.
Dans la basilique se trouve également une source. Dans la symbolique du complexe stéfanien basé sur la Passion du Christ, elle est identifiée à l'eau du Jourdain et sur le plan archéologique, elle remonterait à la source sacrée du temple d'Isis préexistant. Le temple d'Isis se trouvait probablement dans cette zone, comme semble le démontrer, outre la présence de cette source (le culte de la déesse égyptienne demandait la présence d'une source qui symbolisait l'eau du Nil), la persistance de sept colonnes de marbre certainement d'époque romaine, faisant partie du péristyle.
Nous abordons là une controverse, toujours ouverte à ce jour, qui divise les différents auteurs :
Le péristyle est composé de 19 colonnes : 7 en marbre ; 7 en briques accolées aux 7 en marbre, manifestement pour les renforcer ; 5 de gros diamètre également en briques pour compléter le cercle, le tout afin de pouvoir supporter le poids de la coupole. Les 7 colonnes en marbre sont manifestement antiques, celles en briques d'époque médiévale. Le désaccord porte sur les 7 colonnes en marbre ; un groupe d'auteurs, tel Franco Bergonzo, soutient qu'à l'origine ces colonnes faisaient partie d'un temple dédié à Isis, qu'elles ne furent jamais changées d'emplacement, c'est-à-dire que la basilique du Sépulcre aurait été élevée sur les lieux mêmes du péristyle du temple d'Isis. Un autre groupe d'auteurs, tel Marco Del Monte, soutient au contraire que les colonnes en marbre n'étaient pas à cette place à l'origine, mais qu'il s'agit de matériaux de réemploi prélevés des ruines de plusieurs édifices antiques, dont peut-être un temple d'Isis. Il est probable que ce différend ne soit pas aplani avant longtemps, peut-être jusqu'à ce qu'une campagne de fouilles soit menée dans ce but à l'intérieur de la basilique.

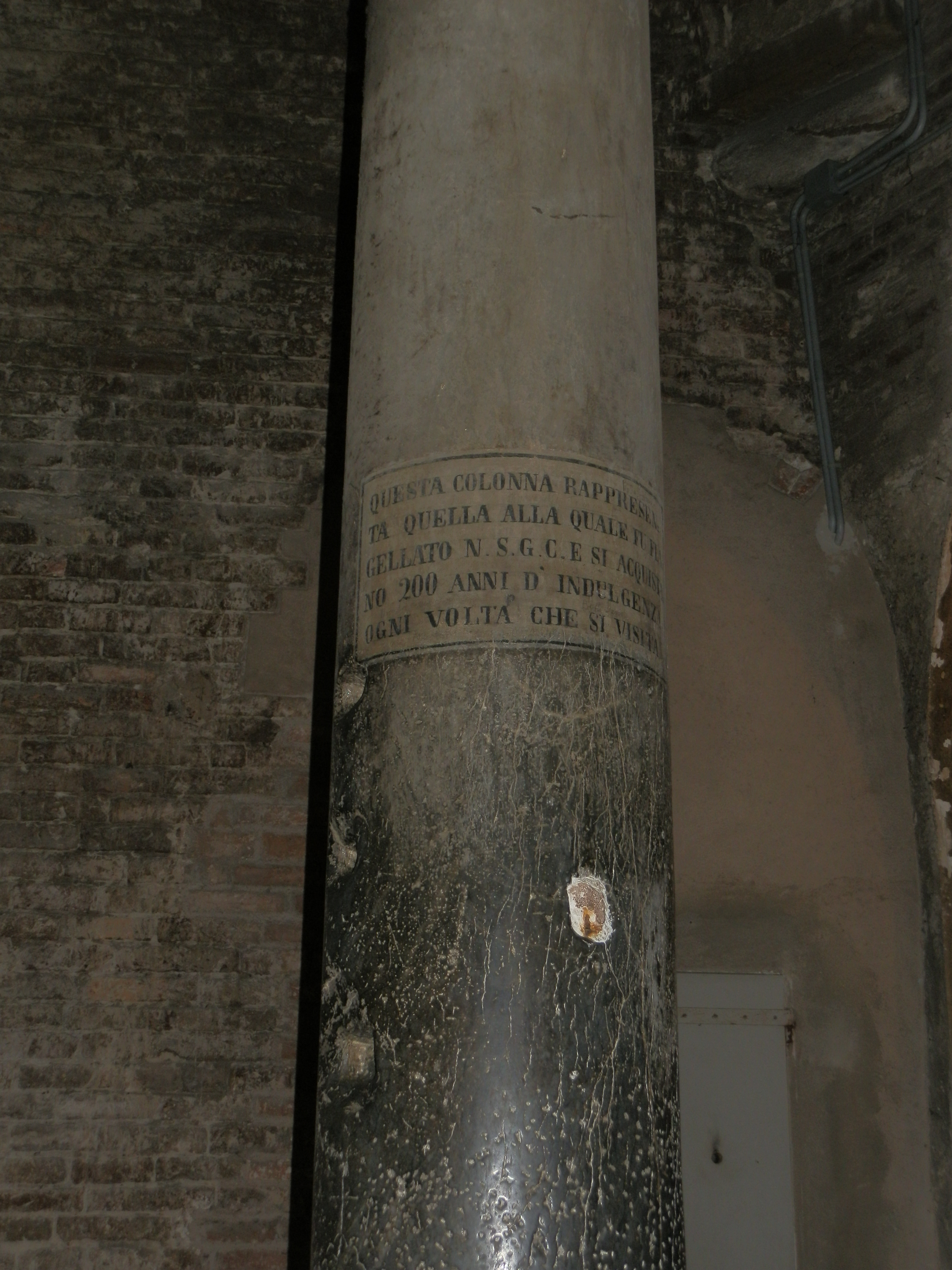
La colonne de la flagellation.

À l'écart des autres, se dresse une autre colonne de marbre cipolin noir, d'origine africaine et d'époque romaine, également un réemploi d'un édifice précédent, elle symbolise la colonne où le Christ fut flagellé. Un cartouche fixé sur le fût, garantit 200 années d'indulgence à chaque fois que l'on visite ce lieu. De plus, cette colonne semble avoir une position particulière, elle se trouve en effet sur la ligne qui partant du centre du péristyle, indique l'exacte orientation vers le levant.
Au milieu du XIIIe siècle, la voûte et les murs de la basilique avaient été recouverts de fresques représentant des scènes bibliques réalisées par Marco Berlinghieri ; elles ont été presque entièrement supprimées en 1804 pour être remplacées par de nouvelles de style baroque exécutées par Filippo Pedrini, à leur tour éliminées par les successives restaurations de la fin du XIXe siècle. Aujourd'hui il subsiste des fresques du XIIIe siècle, une scène qui représente le Massacre des Innocents, visible dans le musée stéfanien.
À l'extérieur de la basilique, sur la façade regardant la place, à droite de l'entrée, se détache dans le mur la "pierre de la vérité" qui, selon la tradition, changeait de couleur en entendant les déclarations des femmes infidèles. Plusieurs femmes supposées adultères furent tuées par leurs maris ; l'évêque fut amené à interdire l'accès à cette pierre qui par prodige, devenait parfois totalement opaque.

### Basilique Saint Vital et Saint Agricole

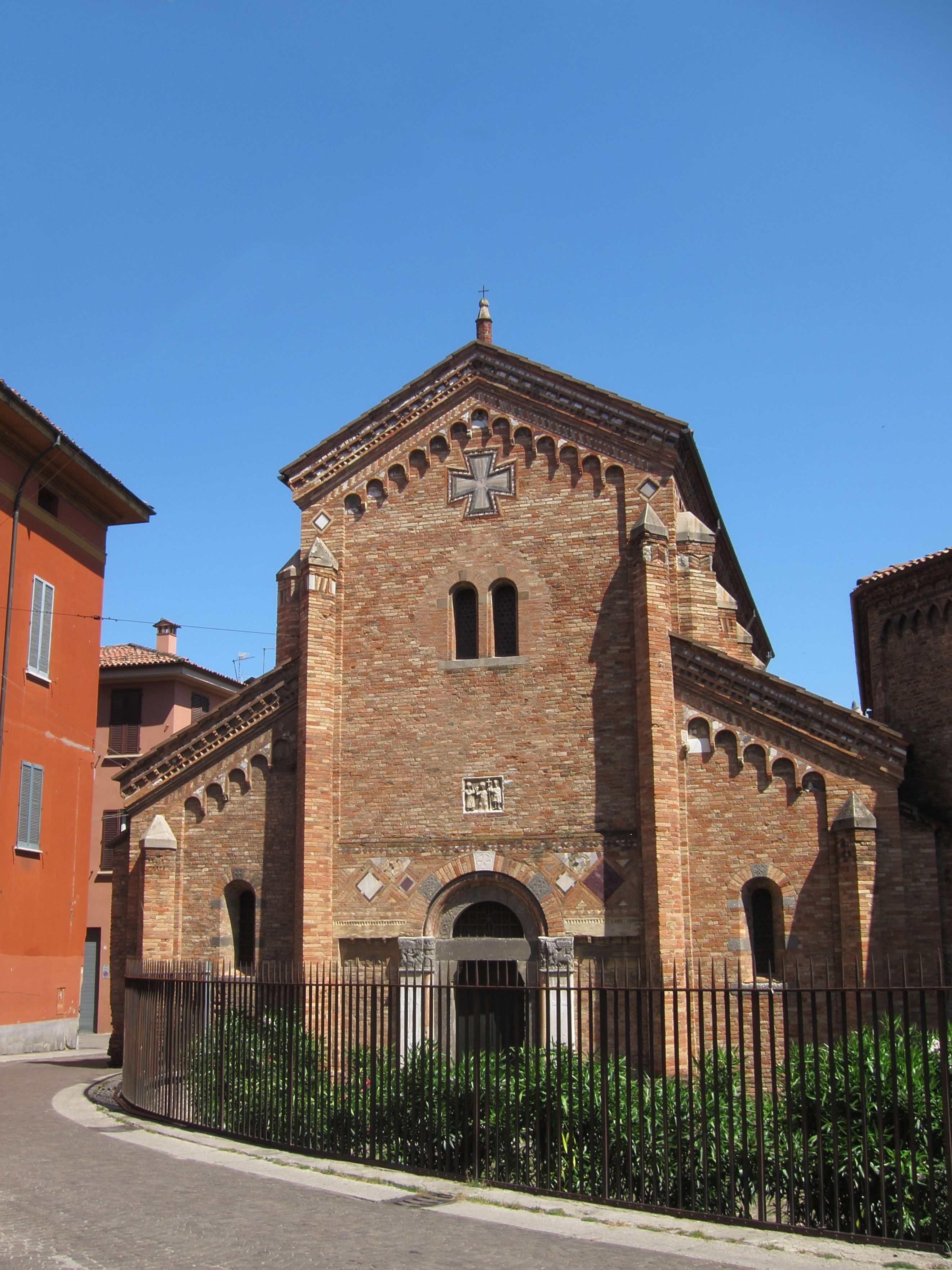
L'église des saints Vital et Agricole.

La façade est plus assimilable à une totale reconstruction qu'à une restauration, elle n'a aucune valeur représentative de l'architecture médiévale. Au-dessus de la porte, se trouve un relief représentant le Christ entre les deux martyrs, Agricole à droite, Vital à gauche, il s'agit d'une copie, non complètement conforme , d'un original présumé réalisé au VIIIe siècle, disparu durant les restaurations du XIXe siècle. De cette œuvre, dont nous ignorons l'emplacement d'origine, il existe un second exemplaire : il s'agit d'un moulage en plâtre, conservé au musée stéfanien, copie de la copie et non de l'original.

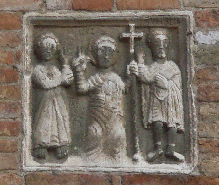
Le Christ entre les deux martyrs.

Toujours à l'extérieur mais cette fois sur le côté septentrional, via Santa, en face de la via Gerusalemme, se trouve une porte secondaire qui est un véritable patchwork réalisé en utilisant diverses pierres des Ier, VIIIe-IXe, XVe et surtout du XIXe siècle. L'architrave porte sur le devant une inscription de l'époque de l'empire romain, il s'agit d'un élément de réemploi provenant d'un important édifice civil ou de culte au temps de Néron. Le côté de l'architrave faisant face aujourd'hui au ciel, porte une autre inscription qui rappelle la restauration voulue par le cardinal légat apostolique de Bologne, Giuliano della Rovere. Les trois arcs concentriques sont dus à la fantaisie de R. Faccioli (fin XIXe) et les deux chapiteaux figuratifs en sélénite ont été sculptés durant les restaurations de Gozzadini-Faccioli, en prenant modèle sur ceux de San Salvatore (en) à Brescia. Les deux petits chapiteaux en forme de tulipe fermée non identiques, en marbre, sont des éléments de réemploi qui appartenaient à un monument des VIIIe – IXe siècles.

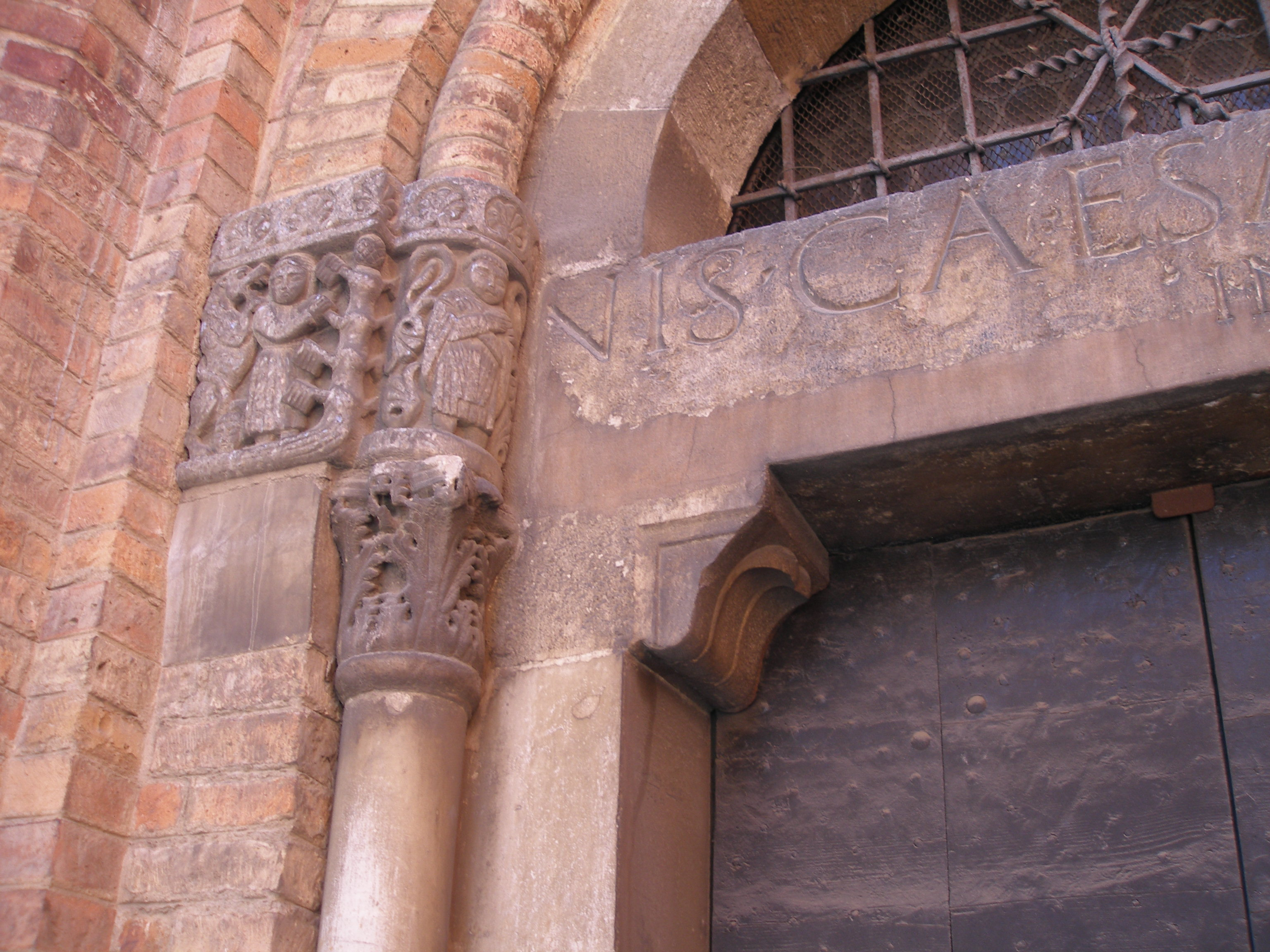
La porte latérale du côté.
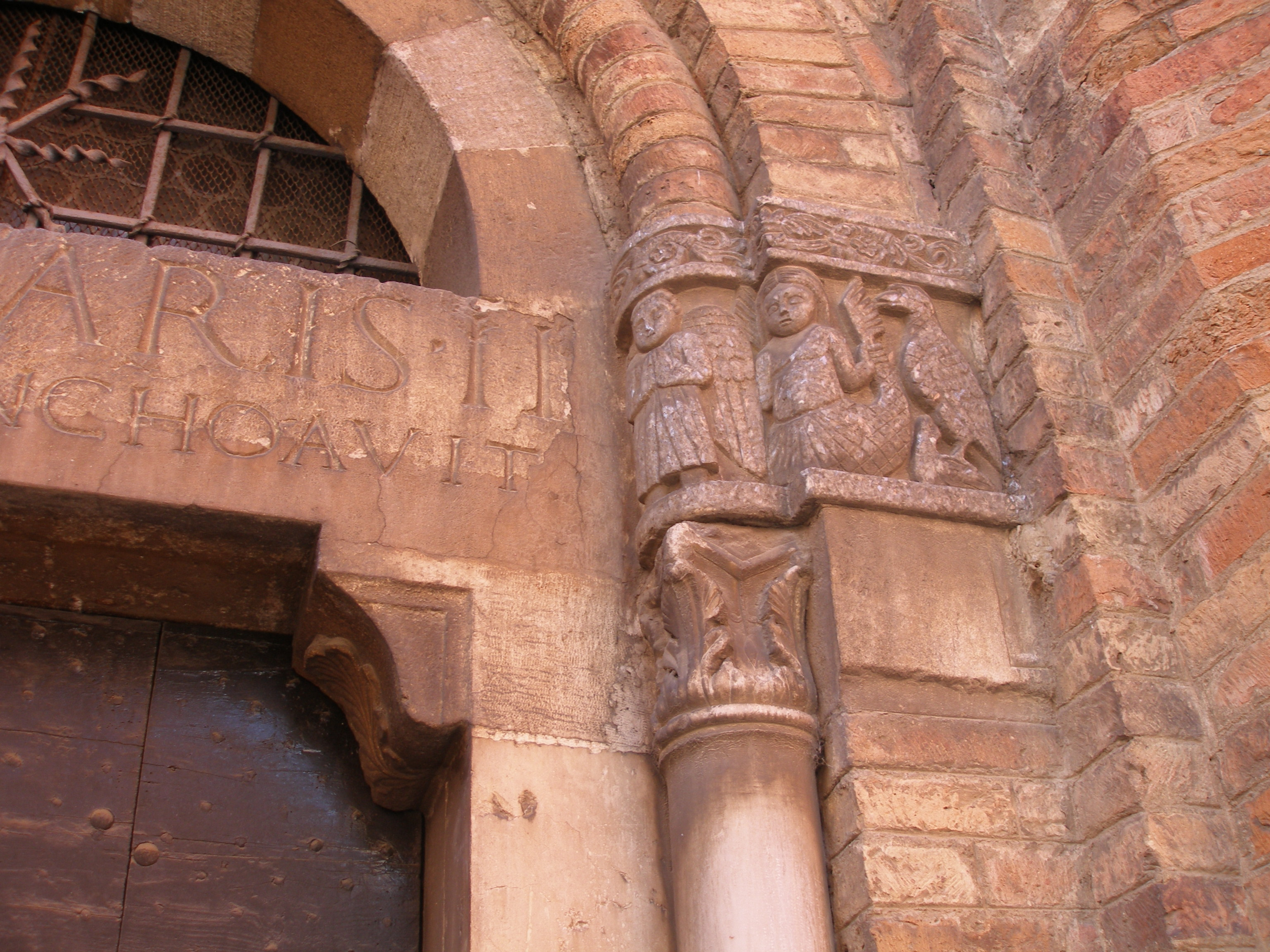
de la via Santa.

À l'intérieur de la basilique se trouvent quelques éléments intéressants : des restes de mosaïque du pavement romain, visibles à travers un verre de protection ; puis dans les deux absidioles, deux sarcophages du haut Moyen Âge attribués à Vital et Agricole, avec des formes d'animaux (lions, cerfs et paons) en relief aplati ; dans la nef de droite, sur le mur, une croix qui fut identifiée comme étant celle du martyre de saint Agricole (elle remonte en réalité à une époque plus récente) ; le maître-autel, constitué d'un autel sacrificiel païen retourné, il est adossé au mur du fond (selon la liturgie préconciliaire, quand le célébrant tournait le dos aux fidèles durant les célébrations) ; à la base de la seconde colonne (en partant du chœur) de la rangée de gauche, se trouve, difficilement visible car non mis en valeur ni protégé, un graffiti ancien représentant le symbole de la triple enceinte dont l'un des sens est en relation avec la Jérusalem céleste,.

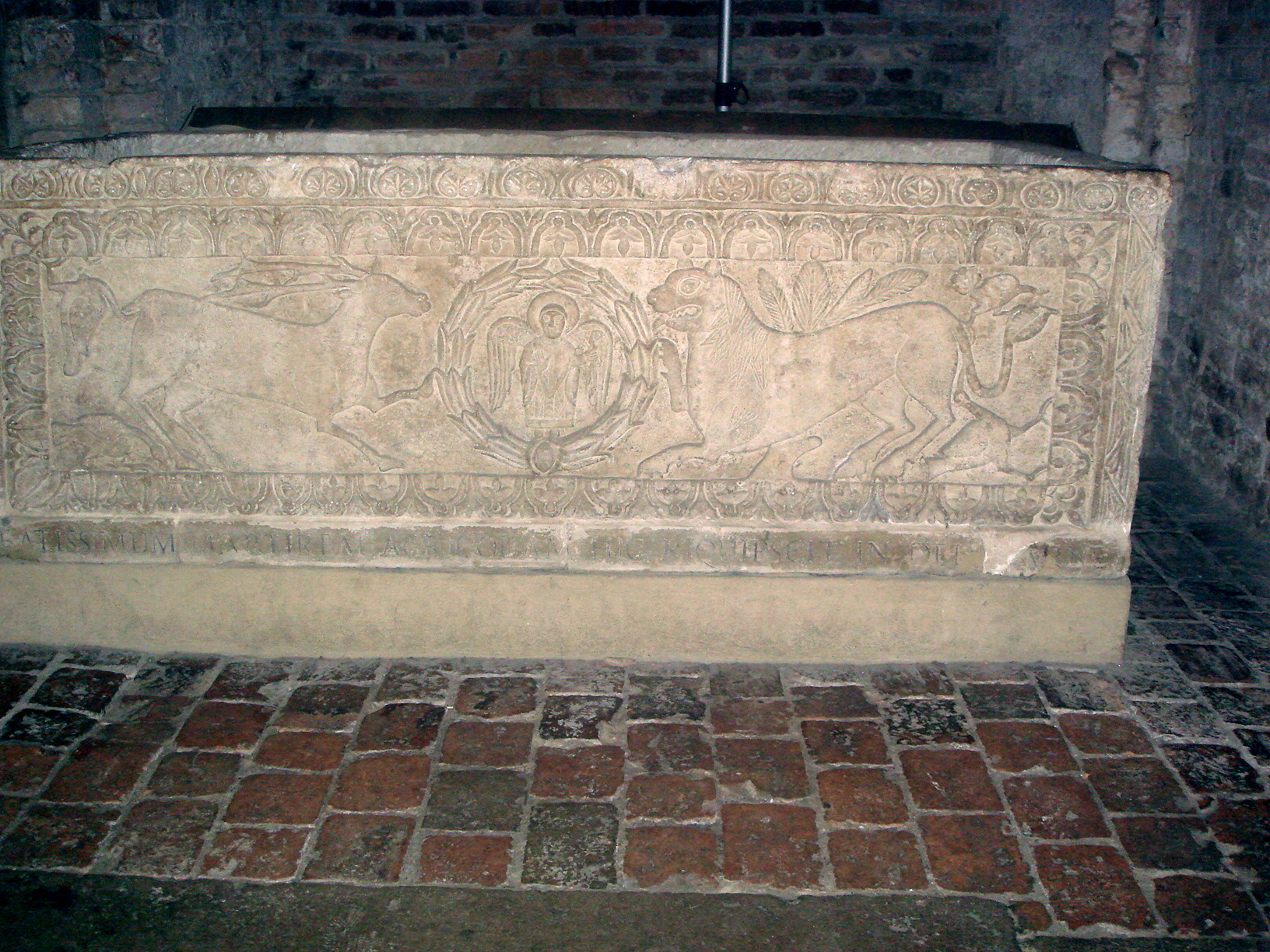
Sarcophage d'Agricole.
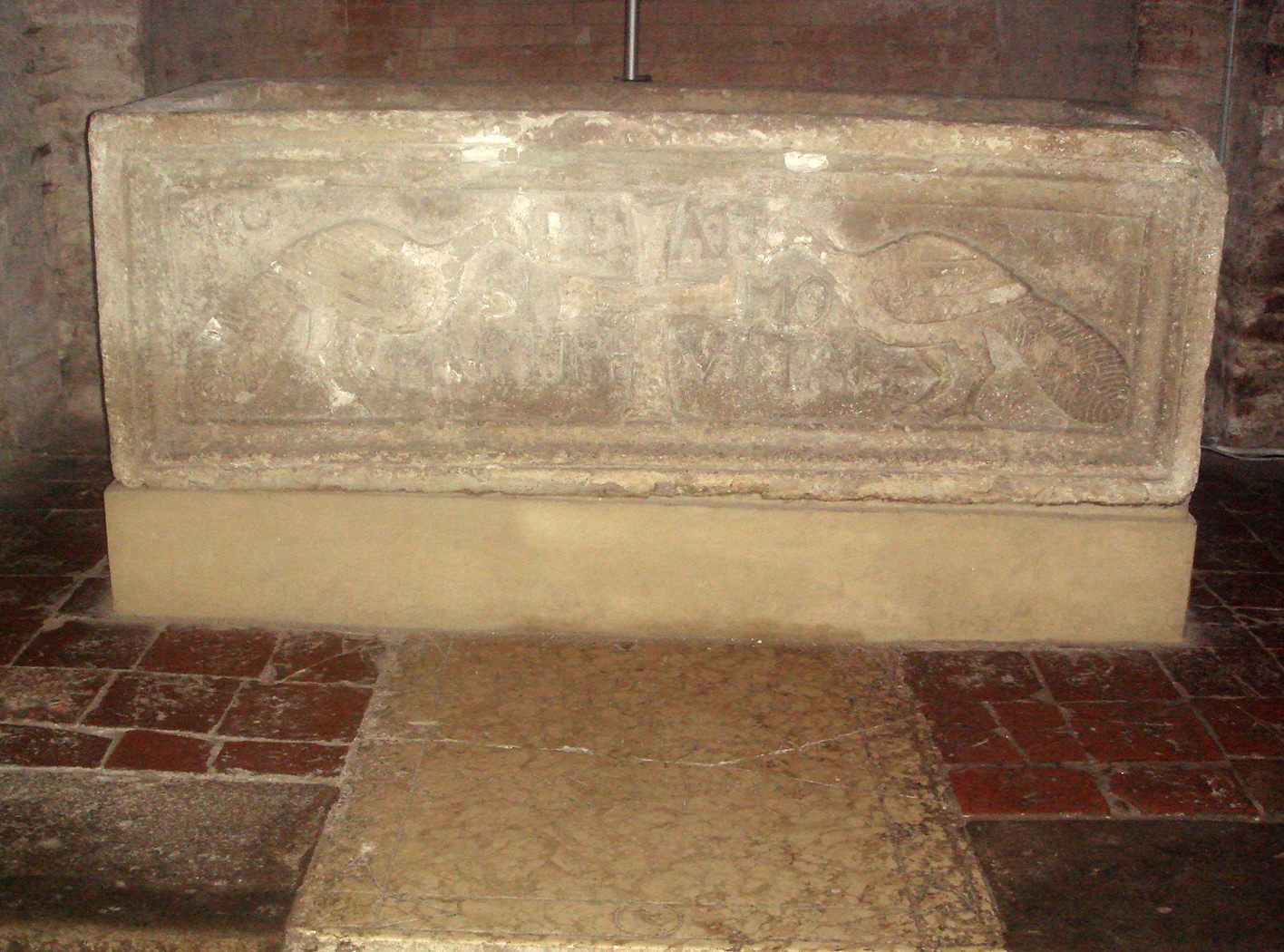
Sarcophage de Vital.
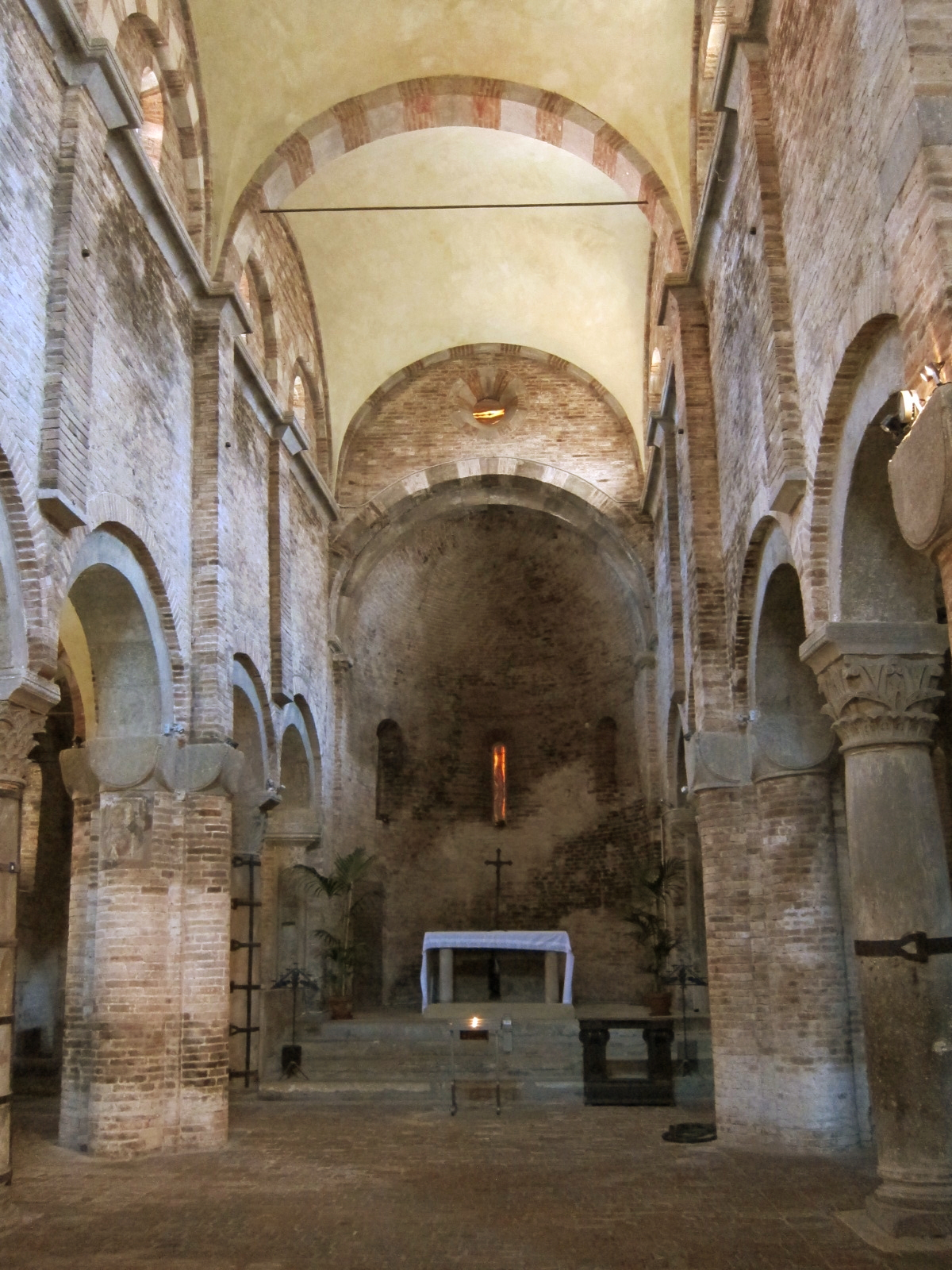
La nef centrale et l'autel au fond.

### Cour de Pilate

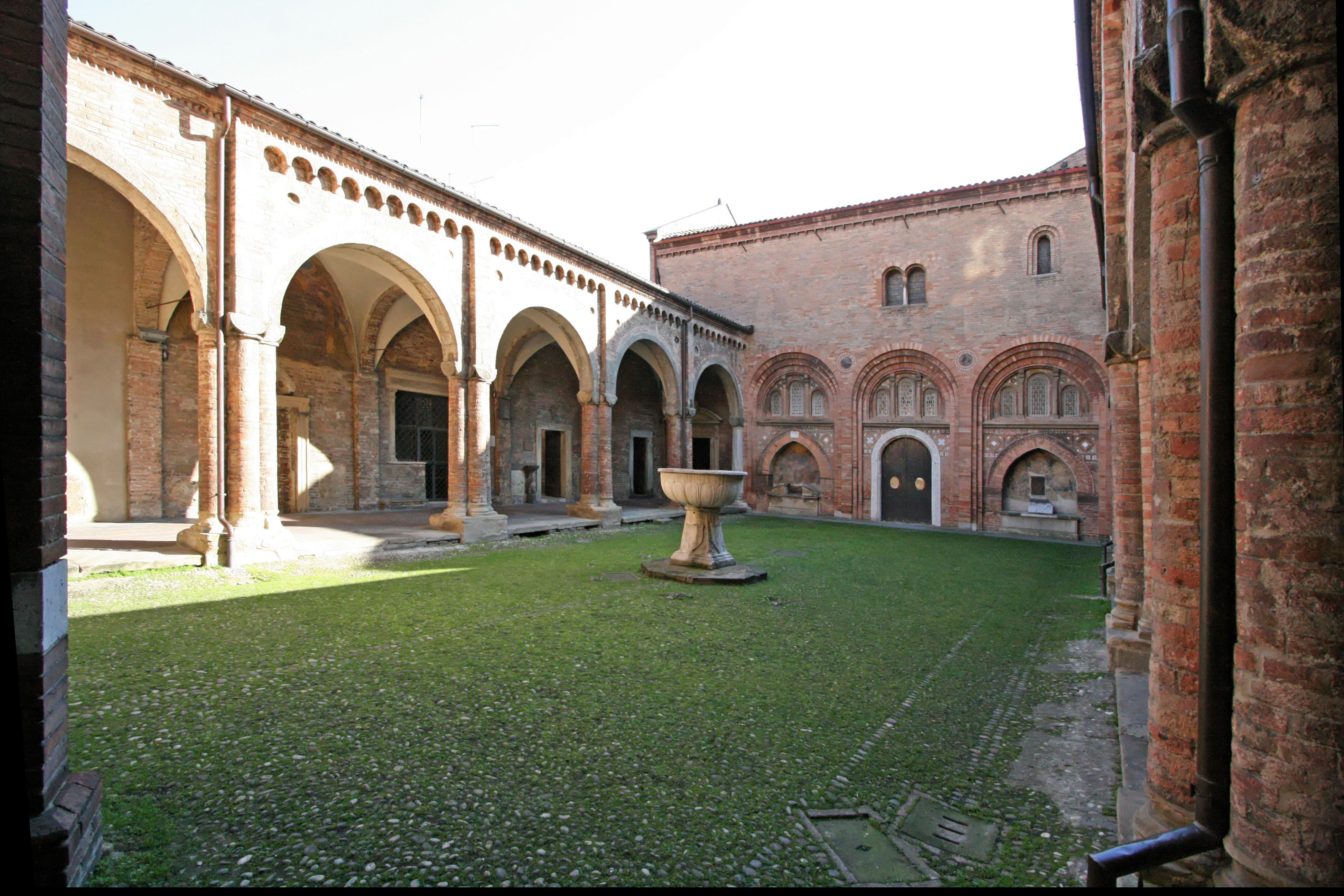
La cour de Pilate.

La cour de Pilate, appelée ainsi en mémoire du Lithostrôtos, est délimitée au nord et au sud par deux galeries de style roman, avec de caractéristiques colonnes cruciformes en terre cuite.
Au centre est placée la vasque de Pilate dont nous avons déjà parlé, elle est posée sur un piédestal d’époque plus récente, XVIe siècle.
Sous une galerie, au centre d'une fenêtre, au faîte d'une colonne, se trouve un coq de pierre du XIVe siècle que l'on appelle (Gallo di San Pietro) le coq de saint Pierre, en mémoire de l'épisode évangélique de son reniement de Jésus.

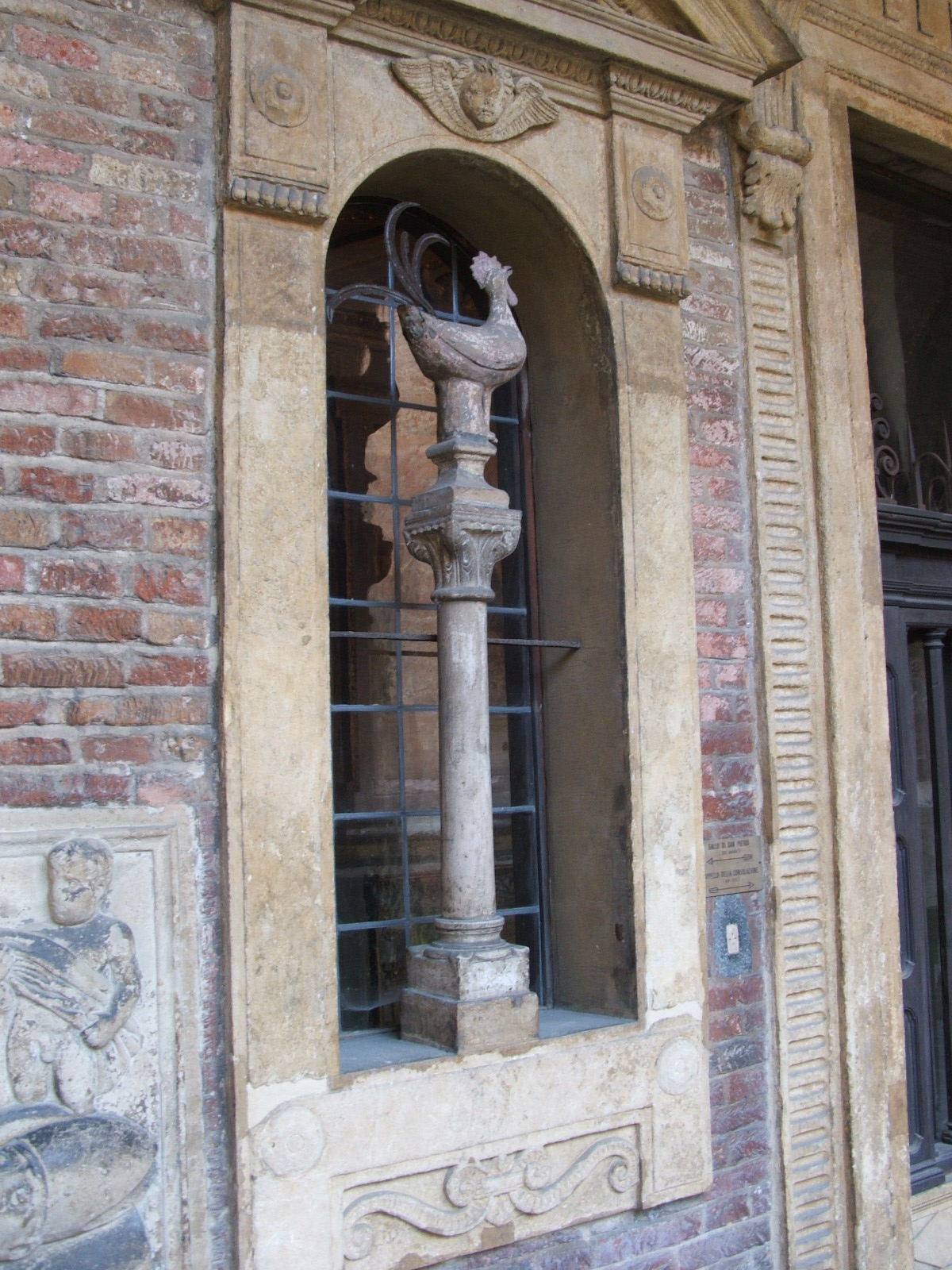
Le coq de saint Pierre.

Toujours sous une galerie se trouvent quelques dalles mortuaires dont une, décorée en son centre d’une paire de ciseaux, appartenait à un tailleur.
Au-dessus de la tombe du tailleur, encadrés dans une structure de bois et de verre, trois visages en fresque du XIVe siècle représentent Jésus, Marie et saint Jean, ils seraient de Jacobus (Pseudo Jacopino di Francesco).
Sur un côté de la cour s'ouvre la chapelle de la Consolation, conservant une Vierge enceinte.
Dans la chapelle de (San Girolamo) saint Gérôme, à laquelle on accède par un porche en grès, se trouve une peinture de Giacomo Raibolini (dit Giacomo Francia), représentant une crucifixion avec les saints Jérôme, Madeleine et François.
Par une porte à double battant en bois, on accède à la chapelle de la bienheureuse Vierge de Loreto et de la société des Lombards (elle est également aujourd'hui le sanctuaire des aviateurs).
Un élément significatif de la symbolique de la Passion du Christ se dissimule dans la distance entre cette cour et la proche église San Giovanni in monte (en) (érigée au sommet de l'unique protubérance naturelle de la plaine bolonaise) : elle serait la même à Jérusalem, entre le Saint-Sépulcre et le Calvaire.

### Église de la Trinité ou du Martyrium

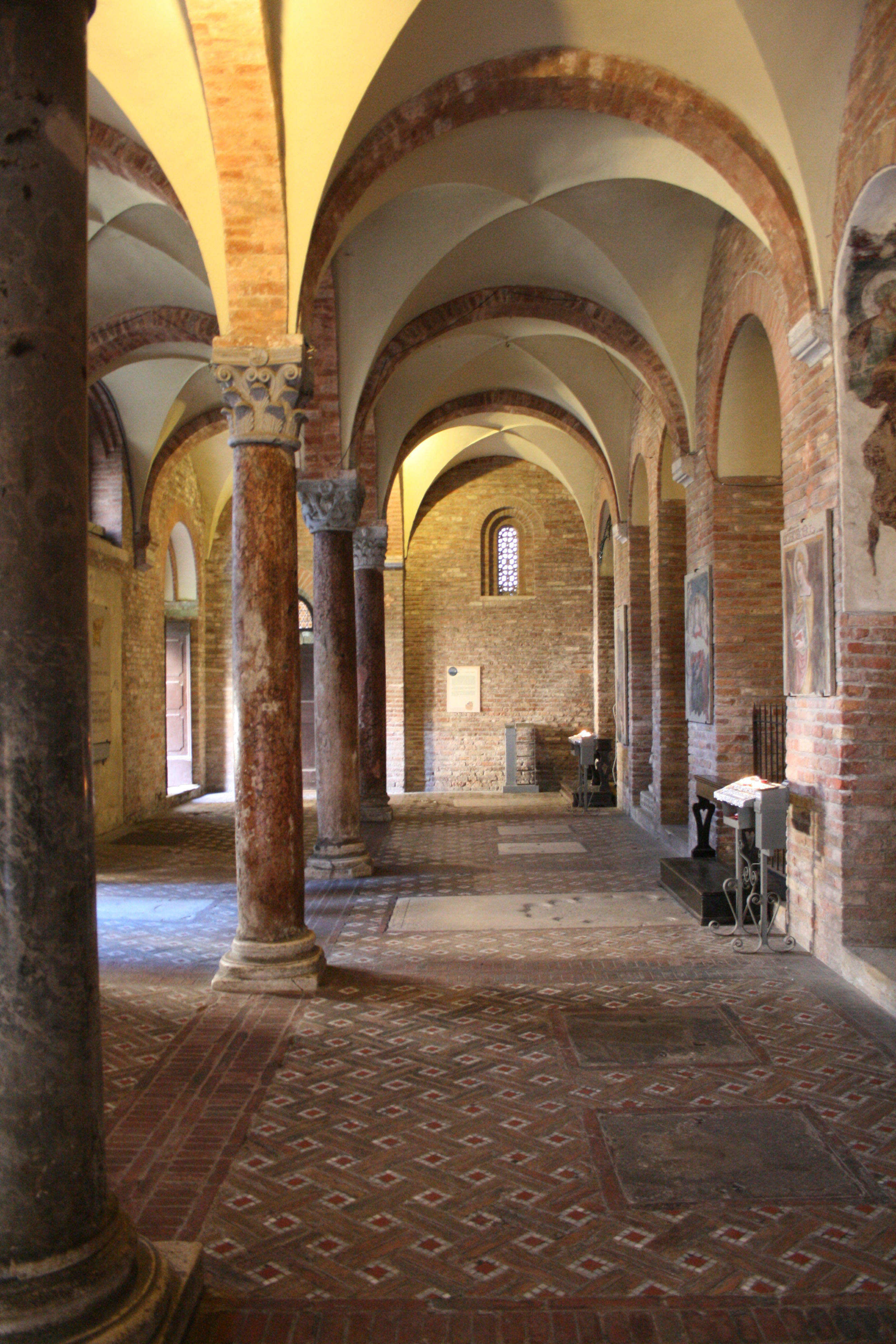
Intérieur de l'église de la Trinité.

À l'origine elle devait être construite sur le modèle basilical à cinq nefs, avec l'abside face au saint Jardin (la cour de Pilate) et la façade côté Est, exactement comme était le Saint-Sépulcre à Jérusalem voulu par Constantin. Probablement par manque de fonds, Pétrone ne parvint pas à achever l'édifice qui resta incomplet. Au début de l'an 1000 durant les reconstructions effectuées par les bénédictins, on eut beaucoup d'incertitudes sur la façon d'achever l'œuvre (l'original Saint-Sépulcre avait déjà été lourdement altéré et c'est à cette époque, 1009, que le calife fatimide al-Hakim en ordonna la destruction), ainsi, ayant perdu les références historiques des origines, les bénédictins ne parvinrent pas à la compléter. Après les insensées restaurations de la fin du XIXe siècle, elle se présente aujourd'hui avec cinq nefs mais une orientation inversée : la façade face à la cour et l'abside retournée à l'Est, l'ensemble construit en style néo-roman, sur le modèle du Saint-Sépulcre édifié par les croisés.
À l'époque des croisades et jusqu'en 1950, il était conservé dans la chapelle centrale, une relique de la sainte Croix.
Dans la dernière chapelle en entrant à droite, se trouve disposé un groupe d'un grand intérêt, il s'agit d'une adoration des Mages avec des personnages en bois polychrome de grandeur nature ; c'est la plus ancienne crèche de statues en ronde-bosse connue au monde. L'œuvre fut exécutée dans des troncs de tilleuls et d'ormes par un anonyme sculpteur bolonais, au cours de la dernière décennie du XIIIe siècle semblerait-il. Elle resta brute jusqu'en 1370 quand Simone dei Crocifissi fut chargé de la peindre.
Il y a aussi dans l'église, des morceaux de fresques du XIVe siècle, en particulier sainte Ursule avec ses compagnes de martyre et une Vierge enceinte.

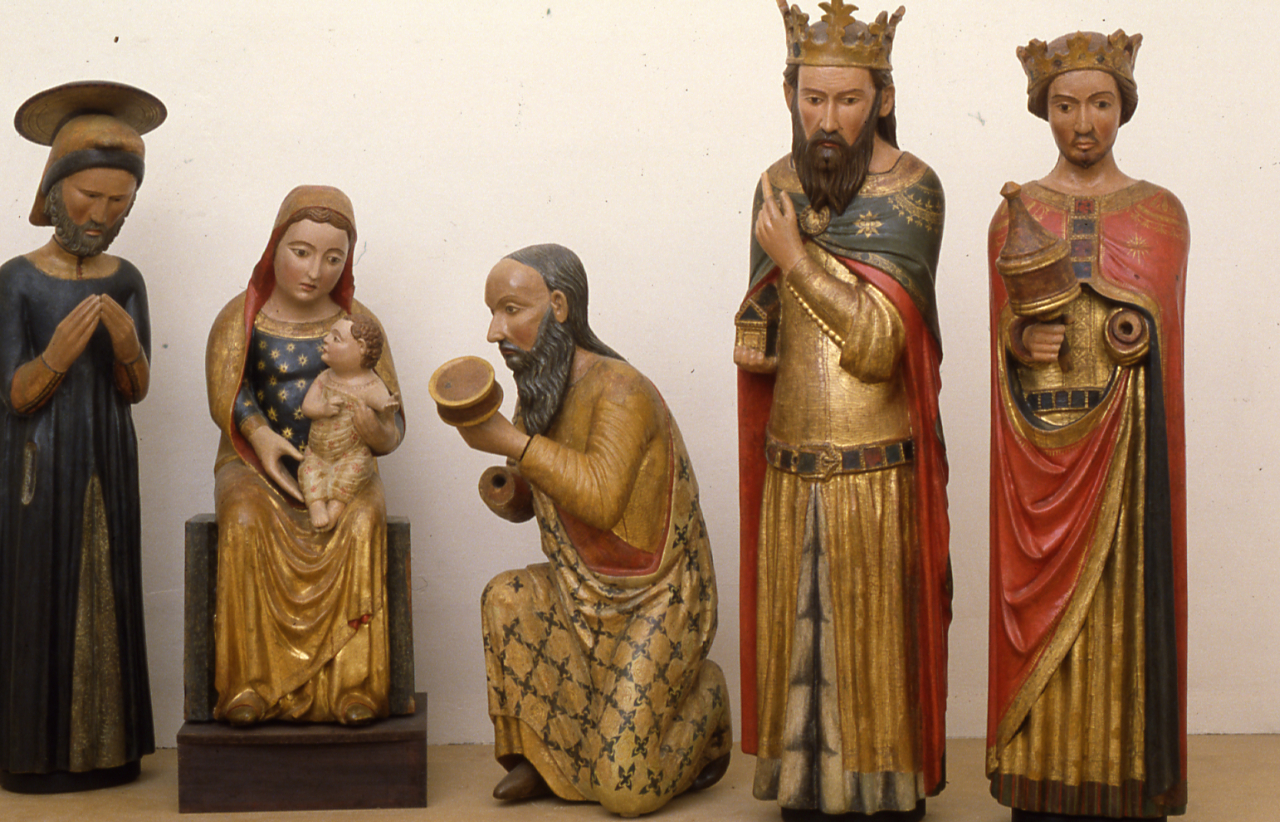
Adoration des Mages. Photo par Paolo Monti, 1980.
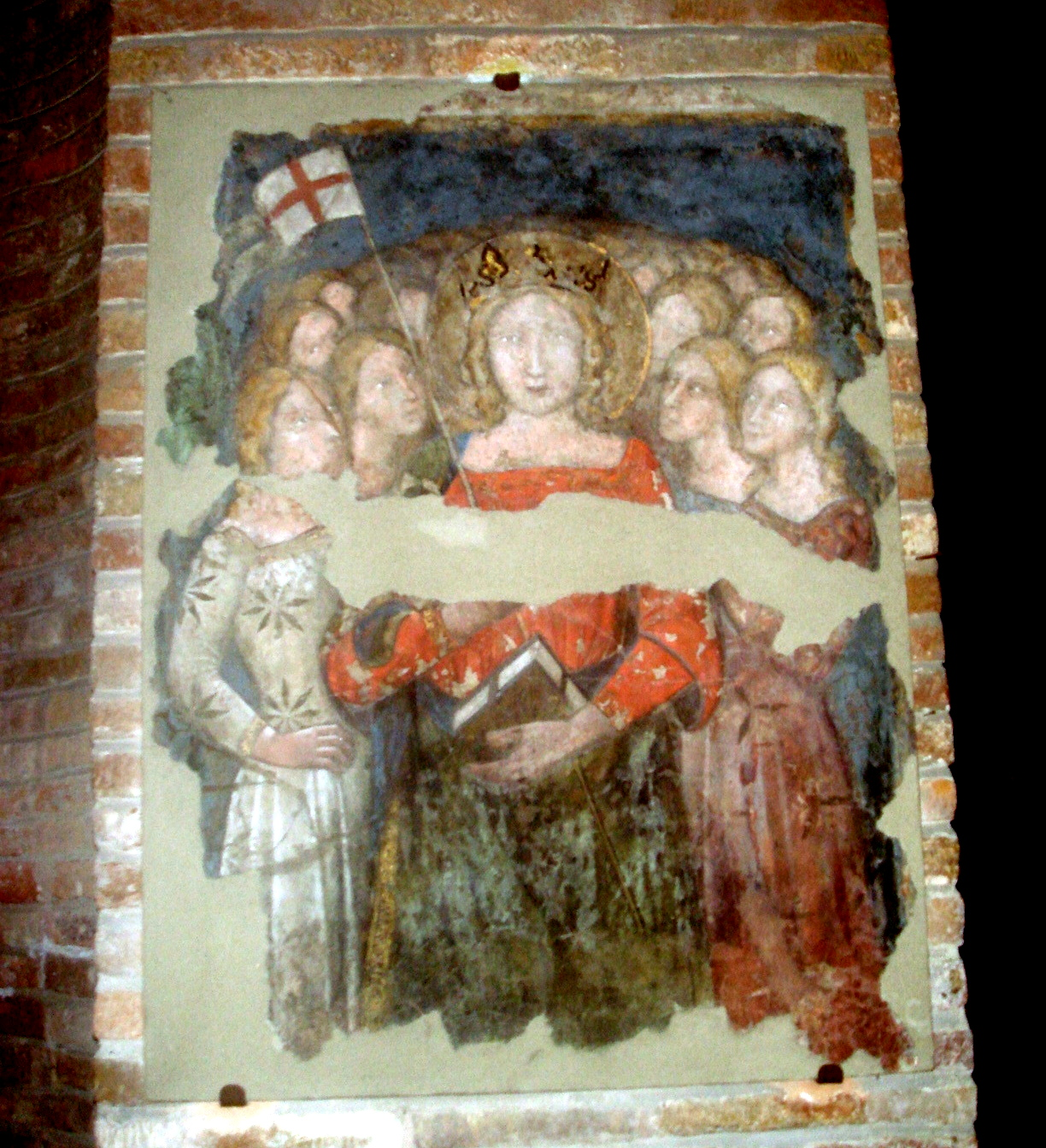
Sainte Ursule.

### Le cloître

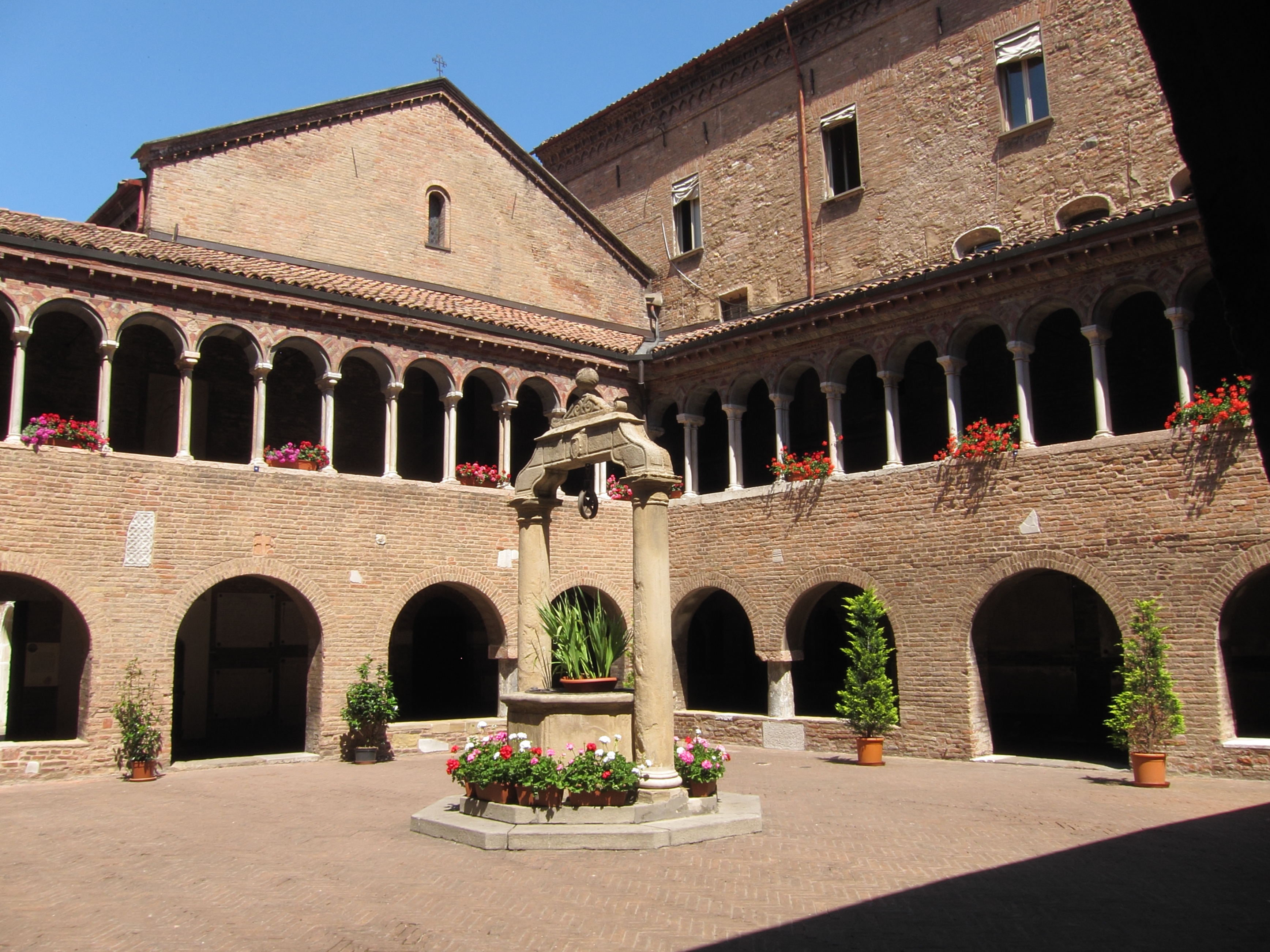
Le cloître.
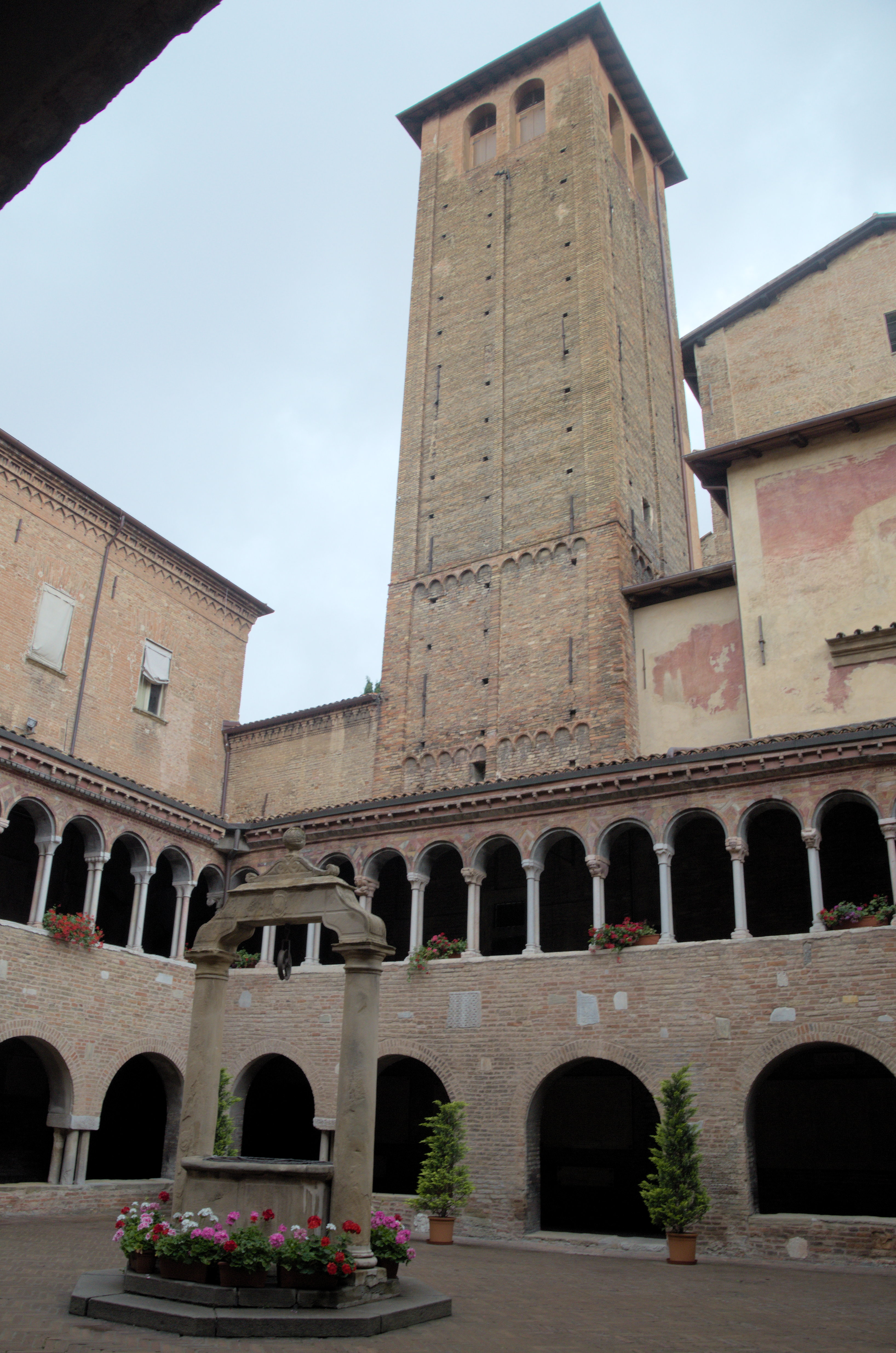
Le campanile vu du cloître.

De dimensions supérieures à celles de la cour de Pilate, il est caractérisé par le fait de posséder deux niveaux. L'inférieur, probablement antérieur à l'an 1000, est rythmé par d'amples ouvertures et des arches préromanes. Le supérieur est un magnifique exemple de doubles colonnettes de style roman, œuvre probable de Pietro d'Alberico, du milieu du XIIe siècle. Sont intéressants également, certains chapiteaux monstrueux, deux en particulier (l'un représente un homme nu, écrasé par un bloc de pierre, l'autre est un homme dont la tête est tournée de 180°, c'est-à-dire le visage vers le dos), ceux-ci auront peut-être inspiré des formes d'expiation décrites dans le Purgatoire du jeune Dante Alighieri qui se recueillait souvent en ce lieu.
Dans une des arcades de la galerie inférieure, vers l'entrée du musée, se trouve un second graffiti représentant le symbole de la triple enceinte, aussi mal mis en valeur que celui de la basilique Saints-Vital-et-Agricole.

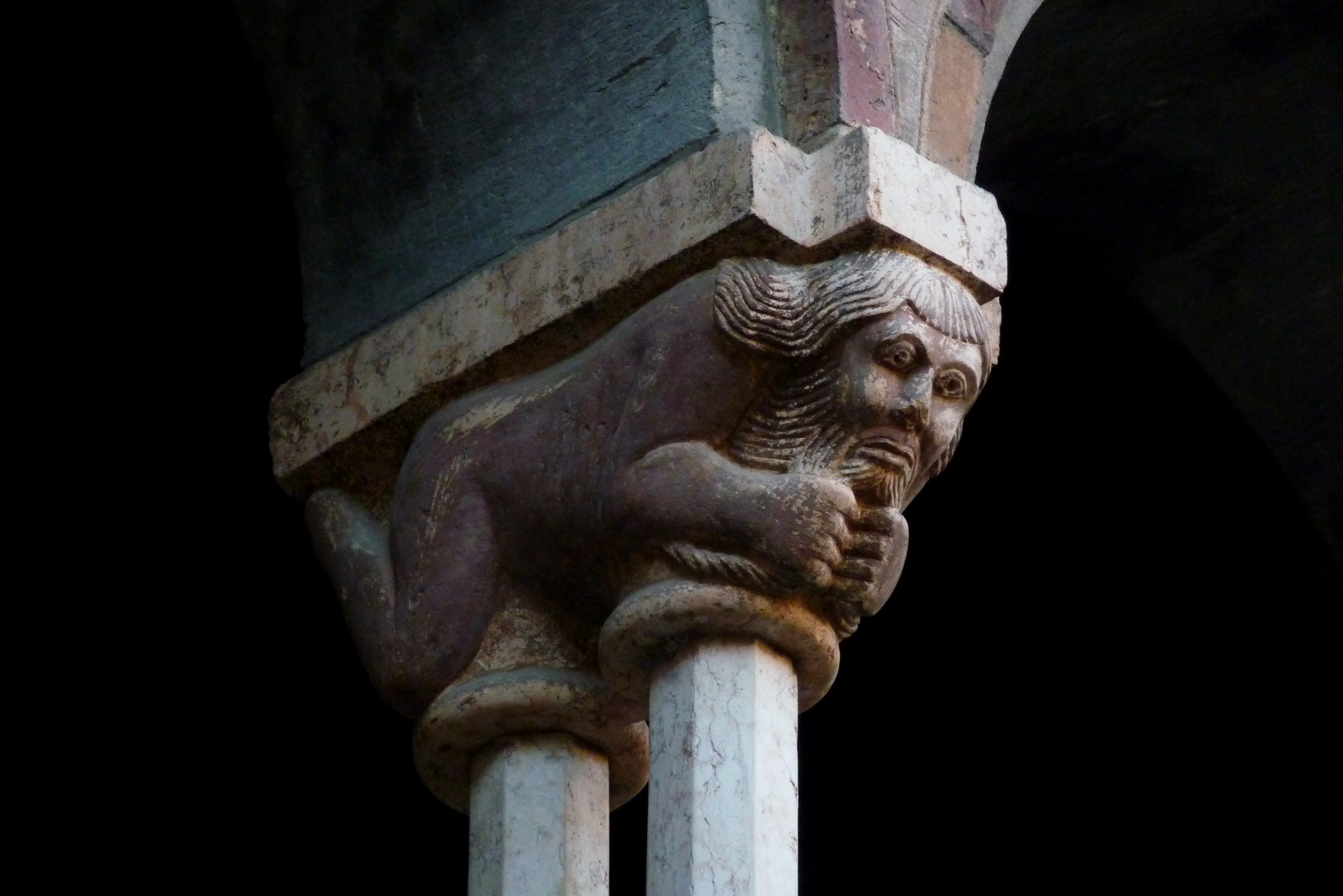
Chapiteau.
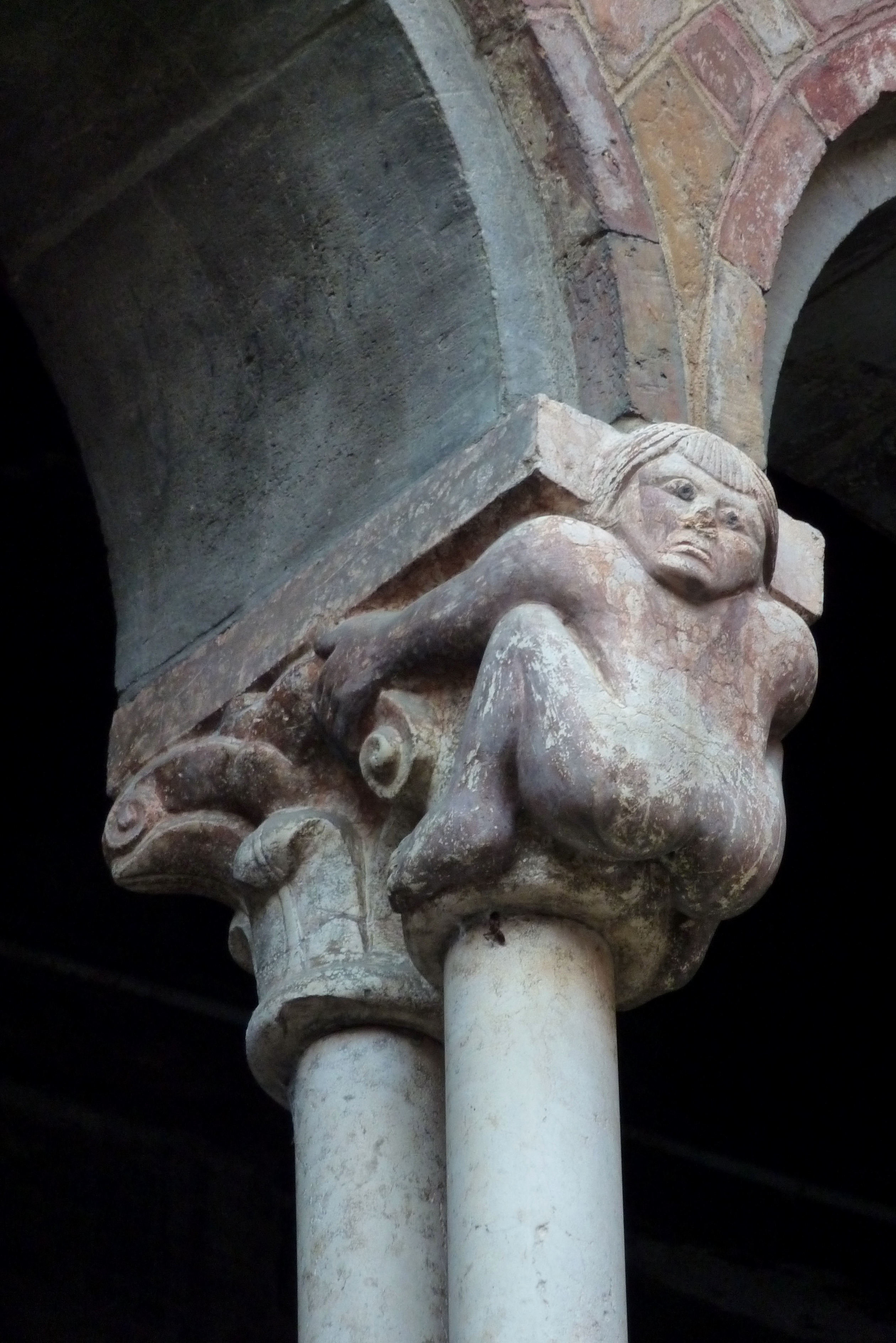
Chapiteau.

### Musée de San Stefano
Il réunit une série de précieux objets de culte, comme un bâton pastoral en ivoire, des reliquaires et habits liturgiques, également des œuvres d'art précédemment exposées dans les églises.
Une curiosité privée d'intérêt artistique mais d'une certaine valeur historique est la Banda (ceinture), selon la légende, elle était portée par la Vierge en personne.
Entre les peintures se remarquent des saints exécutés par Simone dei Crocifissi provenant d'un ou plusieurs triptyques ; une Vierge à l'enfant et saint Jean, peints par Innocenzo da Imola au XVIe siècle.
Se trouve également, le reliquaire de la tête de saint Pétrone, œuvre de l'orfèvre Jacopo Roseto de 1380 ; une fresque du Massacre des Innocents de l'école lucquoise du XIIIe siècle, provenant du cycle décoratif de la coupole de la basilique du Sépulcre.

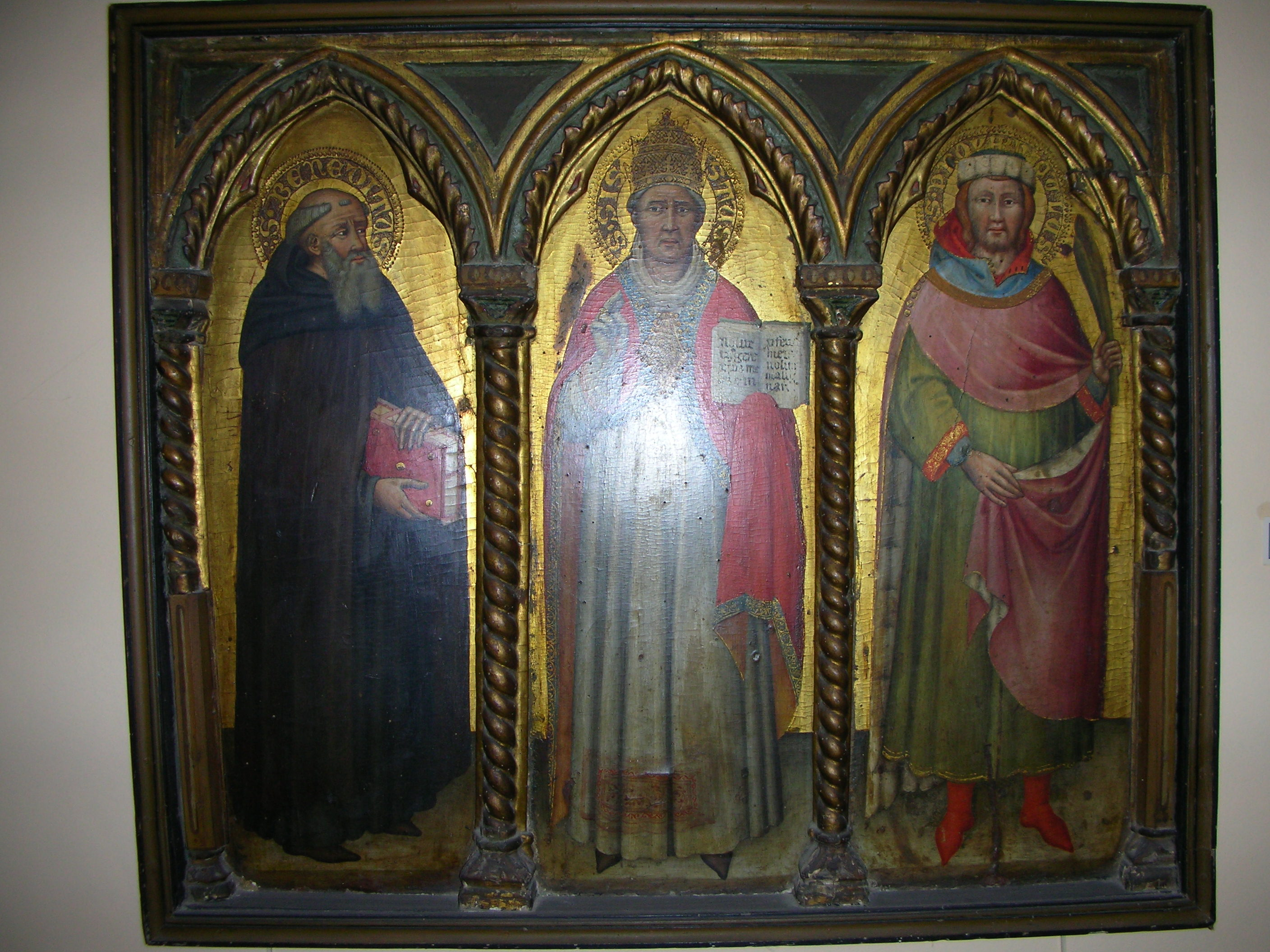
Simone dei Crocifissi, triptyque.
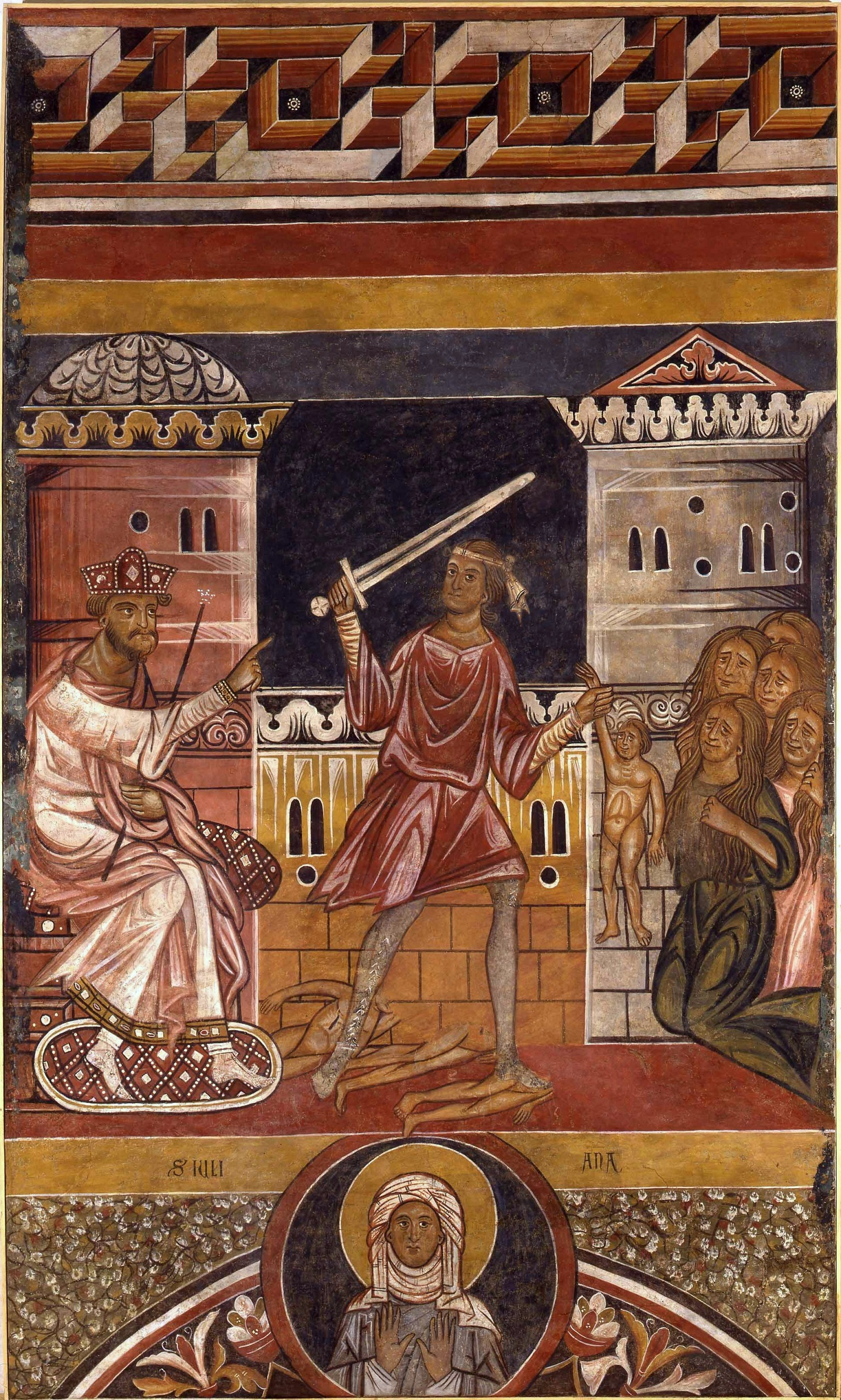
Massacre des Innocents.